# Armoriale delle province italiane
Questa pagina contiene le armi (blasonature, stemmi, gonfaloni e bandiere) delle divisioni amministrative di secondo livello italiane quali province, città metropolitane e liberi consorzi comunali attualmente in vigore e soppresse.

## Divisioni amministrative esistenti
| Stemma | Divisione amministrativa e blasonatura | Gonfalone                        | Bandiera                                                                                                 |
| --- | --- | -------------------------------- | --- |
| | Libero consorzio comunale di Agrigento Partito semitroncato: nel primo, d'azzurro a tre giganti ignudi, quello centrale in maestà, quelli ai lati controaddossati, poggianti su una pianura, il tutto al naturale, essi giganti sostenenti una piattaforma d'oro, merlata alla guelfa di nove pezzi, torricellata di tre pezzi, pure d'oro e merlate alla guelfa di tre pezzi, finestrate di due di nero, 1, 1; la torre mediana più alta, sormontata dal simbolo eucaristico dell'Ostia portante la scritta a lettere capitali: "YHS", con l'aggiunta sull'acca di una crocetta, il tutto di nero; la torre di destra caricata da una crocetta scorciata d'oro. Sulla piattaforma il motto a lettere capitali di nero: «Signat Agrigentvm Mirabilis Avla Gigantvm», su due righe (di Agrigento); nel secondo, d'azzurro, al guerriero in armatura d'argento, l'elmo decorato da svolazzi di rosso, con la lancia in resta sul cavallo focoso, rivoltato, poggiante su un declivio, il tutto al naturale, esso guerriero in atto di espugnare una fortezza torricellata di tre pezzi, il tutto d'oro, il corpo della fortezza merlato alla ghibellina, di sei pezzi, le torri di tre ciascuna e portanti ognuna una bandierina pure d'oro, nel capo destro un sole raggiante dell'ultimo (di Sciacca); nel terzo, d'azzurro caricato in alto da un montante d'argento rivoltato sotto un ragno passante su una pianura, il tutto al naturale (di Bivona). [Al Capo del Littorio]. Ornamenti esteriori da Provincia. R.D. del 25 ottobre 1938, RR.LL.PP. del 9 novembre 1939 Gonfalone: Drappo di azzurro... R.D. del 25 ottobre 1938, RR.LL.PP. del 9 novembre 1939                                                                           | Gonfalone come da bozzetto       | |
| | Provincia di Alessandria Inquartato in decusse: il primo contropartito, 1) di rosso alla croce d'argento (di Asti), 2) d'argento alla croce di rosso, caricata in cuore di una crocetta del campo (di Novi Ligure); il secondo, di rosso al leone tenente nelle branche anteriori una rosa gambuta e fogliata, il tutto d'argento (di Tortona); il terzo, d'oro all'aquila di nero, afferrante una lepre al naturale, rivoltata, col capo d'argento, cucito e carico di una croce di rosso, patente (di Acqui Terme); il quarto controinquartato, 1) e 4) di rosso alla croce d'oro accantonata da quattro lettere beta greche dello stesso, affrontate; 2) e 3) d'argento al capo di rosso, sul tutto d'oro alla rotella d'azzurro carica della sigla del nome di N.S. Gesù I H S [d'oro, raggiante dello stesso] (di Casale Monferrato); sul tutto, d'argento alla croce di rosso (di Alessandria). Ornamenti esteriori da Provincia. Il tutto attorniato da una ghirlanda di foglie d'alloro al naturale, legata di rosso e d'argento, terminanti alle estremità in una pigna, legata a un bastone attraversante sulla sommità dello scudo, il tutto d'oro. R.D. del 24 marzo 1912, RR.LL.PP. del 6 giugno 1912 Gonfalone: Drappo di azzurro... Bandiera: Drappo di azzurro caricato dello stemma provinciale... |                                  | |
| | Provincia di Ancona D'azzurro al braccio destro umano di carnagione, piegato in scaglione scorciato rovesciato, ed impugnante un ramoscello di corbezzolo al naturale in sbarra fruttato di due bacche d'oro. [Lo scudo sormontato da un cerchio di muro sostenente sette torri tonde, merlate alla ghibellina, ed unite da muri in simil modo merlati, il tutto d'oro, murato dello stesso, ed attorniato da una ghirlanda di foglie d'alloro al naturale, legata di rosso alle estremità, ambe terminanti in una pigna, d'un bastone attraversante sulla sommità dello scudo, il tutto egualmente d'oro]. R.D. del 3 luglio 1870, registrato alla Corte dei conti il 12 luglio 1870, Reg. 286, Decr. Personale, al f. 227 Gonfalone: Drappo di bianco... Bandiera: Drappo di bianco caricato dello stemma provinciale... |                                  | |
| | Provincia di Arezzo Inquartato: nel primo, d'azzurro alla pianura erbosa e seduto sopra di essa un vecchio di carnagione, crinito d'oro, tenente un remo nella mano destra e la sinistra appoggiata ad un'urna dalla quale sgorga il fiume Arno, il tutto al naturale; il remo appoggiato ad uno scudetto d'argento al giglio di rosso, sbocciato (rappresentazione del fiume Arno); nel secondo, campo di cielo al monte Falterone al naturale; nel terzo, d'oro al bue, di pelo bianco, fermo (rappresentazione della Val di Chiana); nel quarto, d'azzurro alla pianura erbosa e seduto sopra di essa un vecchio di carnagione, crinito di nero, rivoltato, tenente nella mano destra un remo e la sinistra appoggiata ad un'urna dalla quale sgorga il fiume Tevere, il tutto al naturale, il remo appoggiato ad uno scudetto di rosso, alla gemella posta in banda e racchiusa dalla leggenda: «S.P.Q.R.», il tutto di rosso (rappresentazione del fiume Tevere); sul tutto, d'argento al cavallo di nero, spaventato e rivoltato (di Arezzo). Ornamenti esteriori da Provincia. Motto: «Intra Tevero et Arno». R.D. del 30 agosto 1914 Gonfalone: Drappo di rosso... Bandiera: Drappo di rosso caricato dello stemma provinciale... |                                  | |
| | Provincia di Ascoli Piceno Inquartato: nel primo e nel quarto, di rosso al castello di travertino al naturale, merlato alla ghibellina nel fastigio di sei pezzi, con due archi aperti del campo e galleria sovrastante a cinque arcate, esse pure aperte del campo, fiancheggiate da due torri al naturale, di disuguale altezza, quella di destra più alta e merlata alla ghibellina di quattro pezzi, l'altra coperta a tetto (di Ascoli Piceno); nel secondo, d'oro all'aquila di nero dal volto abbassato, coronata del campo (di Fermo); nel terzo, di rosso alla croce patente d'argento, accorciata (per la Marca). Ornamenti esteriori da Provincia. D.C.G. del 17 marzo 1938 Gonfalone: Drappo di rosso... |                                  | |
| | Provincia di Asti Campo di cielo, ai lati due pali ai quali sono attorcigliati due tralci di vite fruttati, quello di destra con due grappoli di uva bianca e quello di sinistra con due grappoli di uva nera al naturale, in fondo un paesaggio collinoso, il tutto al naturale; al capo di rosso alla croce d'argento. Ornamenti esteriori da Provincia. R.D. del 28 marzo 1938 Gonfalone: Drappo di rosso…' D.P.R. del 23 marzo 1954 Bandiera: Drappo di rosso caricato dello stemma provinciale. |                                  | |
| | Provincia di Avellino Troncato: nel primo, di rosso alla corona d'oro, gemmata e cimata da quattro fioroni dello stesso (tre visibili), bottonati da una perla, sostenuti da punte, sostenuti da quattro perle (due visibili) pure sostenuti da punte, nel secondo d'argento. Corona marchionale. D.C.G. del 14 marzo 1938 Gonfalone: Drappo troncato di bianco e di rosso, con lo stemma della Provincia attraversante; sopra la corona, la scritta centrata, in lettere maiuscole d'oro: «Provincia di Avellino». D.C.G. del 14 marzo 1938 Bandiera: Drappo troncato di bianco e di rosso, con lo stemma della Provincia attraversante; sopra la corona, la scritta centrata, in lettere maiuscole d'oro: «Provincia di Avellino». |                                  | Bandiera precedentemente in uso                                                                          |
| Stemma nella versione aulica | Città metropolitana di Bari |                                  | |
| | Provincia di Barletta-Andria-Trani Troncato: mel primo d'azzurro alle tre stelle d'oro, di sei raggi; nel secondo palato d'oro e di rosso, di 4 pezzi. Ornamenti esteriori da Provincia. D.P.R. del 3 novembre 2010 Gonfalone: Drappo partito di giallo e di azzurro, ornato di ricami d'oro e caricato dallo stemma con la iscrizione centrata in oro, recante la denominazione della Provincia. Le parti di metallo ed i cordoni sono dorati, mentre l'asta verticale è ricoperta di velluto dei colori del drappo, alternati, con bullette dorate poste a spirale. Nella freccia è rappresentato lo stemma della Provincia e sul gambo è inciso il nome. La cravatta, infine, ha nastri tricolore frangiati d'oro. D.P.R. del 3 novembre 2010 Bandiera: Drappo di giallo con la bordatura di azzurro, caricato dallo stemma sopra descritto. L'asta sarà ornata dalla cravatta con nastri tricolorati dai colori nazionali. D.P.R. del 3 novembre 2010 |                                  | |
| | Provincia di Belluno Interzato in palo: nel primo, di rosso al castello torricellato di due, d'oro, aperto e finestrato di nero, merlato alla ghibellina, col motto: «Nec.Spe.Nec.Metv.» (di Feltre); nel secondo, d'azzurro, alla croce d'oro, accantonata in alto da due basilischi di rosso, contromiranti (di Belluno); nel terzo, d'azzurro, a due torri d'argento, merlate di tre alla ghibellina, con una banderuola sulla cima di ciascuna, e fra esse un abete al naturale, il tutto fondato sulla campagna di verde; l'abete attraversante una catena di ferro che chiude il passo tra le due torri (di Pieve di Cadore). Lo scudo sarà fregiato dalla speciale corona di provincia. Il tutto attorniato da una ghirlanda di foglie d'alloro al naturale, legata di rosso alle estremità, ambe terminanti in una pigna, legata ad un bastone attraversante sulla sommità dello scudo, il tutto d'oro. R.D. del 17 aprile 1924, RR.LL.PP. dell'8 marzo 1925 Gonfalone: Drappo di azzurro… Bandiera: Drappo di azzurro caricato dello stemma provinciale tra dodici stelle d'oro, poste in circolo. |                                  | |
| Versione aulica non rispondente al blasone ma usata dalla provincia | Provincia di Benevento D'azzurro, al toro furioso al naturale, rivoltato. [Capo del Littorio]. Ornamenti esteriori da Provincia. R.D. dell'11 aprile 1938, RR.LL.PP. del 9 novembre 1939 Versione non ufficiale: Di colore azzurro, raffigura un toro, furioso e rampante, della “Primavera sacra” dei Sanniti al naturale, circondato da due rami di quercia e d’alloro, sovrastante armi sannite, romane e longobarde, in ricordo degli eventi e delle epoche storiche salienti del territorio della colonia sannita, della provincia romana, del Ducato e Principato longobardo. Gonfalone: Drappo di azzurro... R.D. dell'11 aprile 1938, RR.LL.PP. del 9 novembre 1939 Bandiera: Drappo di azzurro caricato dello stemma provinciale. |                                  | Bandiera precedentemente in uso                                                                          |
| | Provincia di Bergamo Partito: nel primo ripartito di rosso e d'oro; nel secondo troncato di rosso e d'oro; sul tutto, troncato: nel primo dell'Impero, che è d'oro all'aquila di nero, nel secondo di rosso al cervo corrente d'oro; lo scudetto in cuore timbrato da corona marchionale. Ornamenti esteriori da Provincia. D.C.G. del 24 febbraio 1934 Gonfalone: Drappo di verde... Bandiera: Drappo di verde caricato dello stemma provinciale... Bandiera (fino al 2010): Drappo partito di rosso e giallo caricato dello stemma provinciale... |                                  | Bandiera precedentemente in uso                                                                          |
| | Provincia di Biella D'azzurro, all'orso marciante, con le quattro zampe posate, al naturale, sormontato dalla fascia diminuita d'argento, questa sormontata dalla stella di cinque raggi d'oro, il tutto incappato dal fasciato di quattordici pezzi, a destra d'azzurro e d'oro, a sinistra d'oro e d'azzurro; la fascia diminuita d'argento posta in corrispondenza dell'ottavo pezzo del fasciato. Ornamenti esteriori da Provincia. D.P.R. del 20 dicembre 1996 |                                  | |
| Stemma secondo la blasonatura ufficiale | Città metropolitana di Bologna D’azzurro, al leone rampante d’oro che leva un vessillo a tre fasce, di verde, d’argento, con motto "Libertà", a caratteri capitali di rosso, e di rosso. Sotto la punta dello scudo la leggenda "Provincia di Bologna", d’oro su lista azzurra, accartocciata, bifida e svolazzante Gonfalone: Drappo di azzurro... Approvato da Consiglio e Conferenza Metropolitana durante la seduta di giovedì 18 giugno 2015. |                                  | |
| Stemma precedentemente in uso | Provincia autonoma di Bolzano D'argento alla aquila antica del Tirolo di rosso, rostrata e membrata d'oro, linguata di rosso e con le ali caricate da sostegni d'oro (stemma antico). D.P.R. del 21 marzo 1983 Stemma precedentemente in uso dalla Provincia di Bolzano (1927-1943): D'azzurro, alla stella d'argento, accompagnata in punta dello scudo da una catena di monti al naturale; col capo di rosso, alla croce d'argento (Capo di Savoia). Ornamenti esteriori da Provincia. Il tutto attorniato da una ghirlanda di foglie d'alloro al naturale, legata di d'azzurro e d'argento alle estremità, ambe terminanti in una pigna, legata ad un bastone attraversante sulla sommità dello scudo, il tutto egualmente d'oro. R.D. del 27 novembre 1927, RR.LL.PP. del 26 febbraio 1928 Gonfalone: Drappo partito di bianco e rosso caricato dello stemma con iscrizione trilingue in oro: «Autonome Provinz Bozen-Südtirol» nel palo bianco, e «Provincia Autonoma di Bolzano-Alto Adige» nel palo rosso e «Provinzia Autonóma Bulsan-Südtirol» in parte nel palo bianco ed in parte nel palo rosso. L'asta verticale e ricoperta di velluto dei colori del drappo. Nella freccia e rappresentato lo stemma della Provincia. D.P.R. del 22 novembre 1996 Bandiera: Drappo troncato di bianco e di rosso caricato dello stemma provinciale... |                                  | |
| Stemma del 1904 | Provincia di Brescia Inquartato: nel primo, troncato d'oro all'aquila di nero, col volo abbassato; e di rosso a tre stelle di sei raggi d'argento (di Chiari); nel secondo, d'azzurro al cervo d'argento, accosciato sopra un ristretto di terra erbosa al naturale con un'aquila al naturale, volante ed afferrante il cervo (di Breno); nel terzo, di azzurro alla figura di donna di carnagione, sostenuta da una mezzaluna d'argento, montante, colla destra in alto e la sinistra al fianco, cinta, a due giri, da un breve d'argento, svolazzante in fascia e scritto col motto di nero: «Nec-Fide-Infirma-Nec-Amoris-Vinculo-Capta-» (di Verolanuova); nel quarto, d'azzurro al leone d'argento tenente un ramoscello d'olivo, di verde e sul tutto di Brescia che è d'argento al leone d'azzurro, linguato e armato di rosso (di Salò). Ornamenti esteriori da Provincia. R.D. del 10 marzo 1904 Gonfalone: Drappo di verde bordato di bianco. Bandiera: Drappo di azzurro caricato dello stemma provinciale. |                                  | |
| | Provincia di Brindisi D'azzurro, al rincontro di cervo al naturale, accompagnato in punta dalla parola "BRVN". Ornamenti esteriori da Provincia. R.D. del 22 settembre 1927, RR.LL.PP. del 4 marzo 1928 Gonfalone: Drappo di stoffa rettangolare, interzato in palo: d'azzurro, di bianco e d'azzurro, il bianco caricato dello stemma provinciale, con la scritta «Provincia di Brindisi» in oro, il drappo riccamente ornato con ricami dorati attaccato all'asta per il lato corto, mediante lacci dorati posti a triangolo ed inchiodato con chiodini di ottone sopra l'asta, terminata ai due lati con pomi pure di oro. L'asta verticale sarà ricoperta di velluto azzurro, con bullette dorate poste a spirale, e sormontata da una freccia con gambo di metallo dorato con lo stemma della Provincia a traforo. Sul gambo della freccia inciso il nome della Provincia con la data della sua costituzione. Cravatte e nastri tricolorati dai colori nazionali, frangiati d'oro, con cordoni e fiocchi pure d'oro. R.D. del 22 settembre 1927, RR.LL.PP. del 4 marzo 1928 Bandiera: Drappo partito di bianco e di azzurro caricato dello stemma provinciale. |                                  | |
| | Città metropolitana di Cagliari |                                  | |
| | Libero consorzio comunale di Caltanissetta Di rosso in tondo all'aquila dorata, dal volo abbassato, col capo rivolto, portante al collo una corona d'oro, poggiante sull'incrocio di due cornucopie d'oro ripiene di frutta e di spighe di grano al naturale. Nel petto dell'aquila, al centro, uno scudetto sannitico di rosso filettato d'oro, caricato di un torrione sormontato da due torrette aperte e finestrate del campo. Ornamenti esteriori da Provincia. R.D. del 28 marzo e del 21 settembre 1938, RR.LL.PP. del 14 settembre 1939 Gonfalone: Drappo di velluto di colore amaranto, con al centro un'aquila in oro sormontata da una corona anch'essa in oro, che regge due rami, uno di quercia e uno di alloro. L'aquila raffigurata presenta le stesse caratteristiche di quella descritta nello stemma. Il Gonfalone dell'ente fu concesso con R.D. del 21 settembre 1938, che riportava la seguente descrizione: Drappo di colore rosso riccamente ornato di ricami d'oro e caricato dello stemma provinciale con l'iscrizione centrata in oro: «Provincia di Caltanissetta». Le parti di metallo ed i nastri saranno dorati. L'asta verticale sarà ricoperta di velluto rosso con bullette dorate poste a spirale. Nella freccia sarà rappresentato lo stemma della Provincia e sul gambo inciso il nome. Cravatta e nastri tricolorati dai colori nazionali frangiati d’oro. Bandiera: Drappo di bianco caricato dello stemma provinciale. |                                  | |
| | Provincia di Campobasso Scudo ancile, di rosso alla ghirlanda di spighe di grano maturo d'oro accompagnato in capo da una stella raggiata di otto d'argento. (immagine non conforme alle regole araldiche dello stato italiano) R.D. del 24 marzo 1938 Gonfalone: Drappo rettangolare con fondo rosso e frangia inferiore in oro con bordi in oro. Bandiera: Drappo di rosso caricato dello stemma provinciale... |                                  | |
| | Provincia di Caserta D'azzurro alle due cornucopie d'oro decussate in basso, infilate a metà in una corona marchionale dello stesso, ricolme, quella di destra di spighe di grano e quella di sinistra di frutta il tutto al naturale. Ornamenti esteriori da Provincia. D.P.R. del 26 aprile 1951 Gonfalone: Drappo di azzurro... Bandiera: Drappo di azzurro caricato dello stemma provinciale... |                                  | |
| | Città metropolitana di Catania |                                  | |
| | Provincia di Catanzaro Inquartato in decusse: nel primo e nel terzo, d'oro a quattro pali di rosso; nel secondo e nel quarto, d'argento alla croce potenziata di nero. Ornamenti esteriori da Provincia. Il tutto attorniato da una ghirlanda di foglie d'alloro al naturale, legata di rosso, alle estremità ambe terminanti in una pigna, legata a un bastone attraversante sulla sommità dello scudo, il tutto d'oro. R.D. del 28 marzo 1938, RR.LL.PP. del 23 maggio 1940 Gonfalone: Drappo di bianco riccamente ornato di ricami d'oro caricato dallo stemma provinciale con l'iscrizione centrato in oro: «Provincia di Catanzaro». Le parti di metallo e i nastri saranno dorati. L'asta verticale è ricoperta di velluto azzurro con bullette dorate poste a spirale. Nella freccia è rappresentata lo stemma della Provincia e sul gambo inciso il nome. Cravatta e nastri tricolorati dei colori menzionati e fregiati d'oro. R.D. del 28 marzo 1938, RR.LL.PP. del 23 maggio 1940 Bandiera: Drappo di bianco caricato dello stemma provinciale... |                                  | |
| | Provincia di Chieti D'oro, alla testa di cinghiale al naturale, accompagnata in capo da un giogo di rosso, borchiato e con i paletti d'argento. Ornamenti esteriori da Provincia. Il tutto attorniato da una ghirlanda di foglie d'alloro al naturale, legata di rosso, alle estremità ambe terminanti in una pigna, legata a un bastone attraversante sulla sommità dello scudo, il tutto d'oro. RR.DD. del 15 aprile 1938 e del 30 novembre 1939, RR.LL.PP. del 9 novembre 1940 Gonfalone: Drappo di azzurro... RR.DD. del 15 aprile 1938 e del 30 novembre 1939, RR.LL.PP. del 9 novembre 1940 |                                  | |
| Stemma precedentemente in uso | Provincia di Como Partito: nel primo, di rosso, alla croce d'argento, accantonata nel quarto dalla parola «Libertas», posta in banda, in lettere maiuscole di nero, poste in sbarra; il secondo, di verde alla croce latina anomala, scorciata, i bracci allargati verso le estremità, d'oro, caricata da tre gemme ellittiche, di verde, poste una in alto nel braccio verticale, due nel braccio orizzontale, a destra e a sinistra, essa croce accompagnata da quattro stelle di sei raggi, d'oro, due nei cantoni del capo, due nei cantoni della punta; il tutto alla campagna d'azzurro, caricata dal fregio d'oro, formato dalla losanga, vuotata, coricata, intrecciata al rettangolo incavato a triangoli nei quattro lati, ugualmente vuotato e coricato. Ornamenti esteriori da Provincia. D.P.R. del 5 aprile 2006 Stemma precedentemente in uso (1925-2006): Troncato semipartito: nel primo, di rosso, alla croce embricata d'argento, con la parola «Libertas» del secondo, posta in banda nel quarto quartiere; nel secondo, d'argento, alla croce uncinata di rosso; nel 3º d'azzurro, al leone d'oro rivolto. Ornamenti esteriori da Provincia. R.D. del 24 maggio 1925, RR.LL.PP. del 10 dicembre 1925, modificato R.D. del 27 luglio 1927, RR.LL.PP. del 3 novembre 1927 Gonfalone: Drappo di giallo con la bordatura rossa... Bandiera: Drappo di bianco caricato dello stemma provinciale... |                                  | |
| | Provincia di Cosenza D'argento alla croce potenziata di nero. [Al Capo del Littorio]. R.D. del 7 marzo 1938 (immagine non conforme alle regole araldiche dello stato italiano) Gonfalone: Drappo di bianco bordato di rosso... |                                  | |
| | Provincia di Cremona Partito, semitroncato: nel primo, fasciato di rosso e d'argento al braccio attraversante in palo, tenente con la mano di carnagione una palla d'oro (per Cremona); nel secondo, troncato di rosso e d'argento al braccio destro armato impugnante una spada d'acciaio posta in sbarra fra due corna di cervo al naturale nell'atto di tagliare l'ultimo nodo del corno sinistro (per Crema); nel terzo, d'azzurro alla porta della città aperta del campo, murata di pietre al naturale, merlata ai lati di due alla ghibellina, fondata su una campagna erbosa, attraversata dalla strada uscente dalla punta e desinente verso la porta, il tutto al naturale (per Casalmaggiore). Ornamenti esteriori da Provincia. R.D. del 28 marzo 1938, RR.LL.PP. del 10 giugno 1940 Gonfalone: Drappo di verde... Bandiera: Drappo di azzurro caricato dello stemma provinciale... |                                  | |
| | Provincia di Crotone Troncato, semipartito: nel primo, di azzurro, alle sei stelle di otto raggi, d'oro, poste tre e tre in fascia; nel secondo, d'oro, all'ancora di nero, con la trabe di rosso; nel terzo, di verde, alle sette spighe di grano, impugnate, d'oro, legate di rosso. Ornamenti esteriori da Provincia. D.P.R. dell'11 settembre 1996 Gonfalone: Drappo partito di verde e di rosso, riccamente ornato di ricami d'oro e caricato dallo stemma sopra descritto con l'iscrizione centrata in oro, recante la denominazione della Provincia. Le parti di metallo ed i cordoni saranno dorati. L'asta verticale sarà ricoperta di velluto dei colori del drappo, alternati, con bullette dorate poste a spirale. Nella freccia sarà rappresentato lo stemma della Provincia e sul gambo inciso il nome. Cravatta con nastri tricolori dai colori nazionali frangiati d'oro. D.P.R. dell'11 settembre 1996 Bandiera: Drappo partito di verde e di rosso caricato dello stemma provinciale... |                                  | |
| | Provincia di Cuneo Inquartato: nel primo, d'argento a tre fasce di rosso, al capo di rosso alla croce d'argento (di Cuneo); nel secondo, d'argento alla croce di rosso accantonata dalle lettere capitali A, L, B, A, di nero (di Alba); nel terzo, troncato d'azzurro e d'argento alla lettera gotica S d'oro attraversante (di Saluzzo); nel quarto, di rosso alla croce d'argento, ai tre monti al naturale nascenti dalla punta (di Mondovì). Ornamenti esteriori da Provincia. R.D. del 10 gennaio 1886 Gonfalone: Drappo di azzurro... Bandiera: Drappo di azzurro caricato dello stemma provinciale... |                                  | |
| | Libero consorzio comunale di Enna D'azzurro alla dea Cerere (inventrice del grano secondo la mitologia) maestosa e affabile, con la tunica d'argento e la sovratunica di rosso, il viso e le mani di carnagione, crinita d'oro, coronata di spighe d'oro; essa dea regge con la mano destra la lampada utilizzata per la disperata ricerca della figlia Proserpina (rapita dal dio degli inferi Plutone), con la mano sinistra il grano assieme ad altri frutti della terra, il tutto al naturale; sostenuta da esiguo basamento di argento. Ornamenti esteriori da Provincia. R.D. del 24 agosto 1928, RR.LL.PP. del 21 dicembre 1928 Gonfalone: Drappo di bianco bordato azzurro... |                                  | |
| | Provincia di Fermo Inquartato: nel primo, di argento, alla torre di rosso, mattonata d'argento, merlata alla guelfa di cinque, chiusa e finestrata di nero, fondata sulla pianura di verde; nel secondo, d'oro, all'aquila di nero, linguata e allumata di rosso, coronata all'antica di, tre punte visibili, di nero; nel terzo, di rosso, alla croce patente e scorciata di argento; nel quarto, di azzurro, alla sbarra di verde, caricata dalla spiga di grano d'oro, posta nel verso della sbarra, essa sbarra accompagnata in capo dall'ape d'oro e in punta dall'ancora dello stesso. Sotto lo scudo, su lista bifida e svolazzante d'oro, le date scritte con caratteri lapidari romani, di nero: «MDCCCLX ▼ MMIX». Ornamenti esteriori da Provincia. D.P.R. del 28 maggio 2010 Gonfalone: Drappo di azzurro... D.P.R. del 28 maggio 2010 Bandiera: Drappo di azzurro, caricato dallo stemma sopra descritto. L'asta sarà ornata dalla cravatta con nastri tricolorati dai colori nazionali. D.P.R. del 28 maggio 2010 |                                  | |
| Stemma in uso dal 1938 fino al 1943 Stemma in uso dal 1898 al 1928 | Provincia di Ferrara Interzato in pergola: nel primo, troncato di nero e d'argento (di Ferrara); al secondo, troncato: nel 1° d'azzurro alla banda doppio-merlata accostata da sei stelle, il tutto d'oro; nel 2° d'argento al gambero di rosso posto in palo col capo d'Angiò, d'azzurro al labello di rosso di quattro pendenti intercalati da tre gigli d'oro (di Cento); nel terzo, d'oro al pesce al naturale posto in palo (di Comacchio). Ornamenti esteriori da Provincia. R.D. del 17 marzo 1938, RR.LL.PP. del 7 settembre 1939 Gonfalone: Drappo a sfondo azzurro e giallo con frange dorate. All’interno è raffigurato l’emblema della Provincia impreziosito da corone e spighe dorate oltre alla scritta Provincia di Ferrara. Nella parte alta del drappo sono raffigurati quattro stemmi appartenenti alla famiglia Estense che testimoniano le diverse fasi dell’investitura del Casato: il primo, con l’aquila argentata su sfondo azzurro, è arricchito nei successivi con simboli che testimoniano l’avvenuta investitura imperiale (aquila bicipite e gigli di Francia) e quella pontificia (chiavi papali). L’asta verticale che lo sorregge è di colore azzurro con borchie dorate. |                                  | |
| | Città metropolitana di Firenze |                                  | |
| | Provincia di Foggia Scudo a forma sannitica moderna. Esso riporta l'Arcangelo Michele, che impugna una spada con la mano destra e uno scudo sul braccio sinistro, nell'atto di schiacciare il serpente col piede sinistro, in campo di cielo d'azzurro, con monti e pianura entrambi al naturale. Lo stemma è sovrastato da una corona, formata da un cerchio d'oro gemmato, con le cordature lisce ai margini, racchiudente due rami, uno di alloro e uno di quercia al naturale, uscenti dalla corona, decussati e ridecussati all'infuori. D.C.G del 1º aprile 1938 Gonfalone: Drappo di azzurro... |                                  | |
| | Provincia di Forlì-Cesena Partito d'azzurro e di rosso, alla figura del fiume Rubicone fluente sopra un ristretto di paese, con in fondo un ponte romano, il tutto al naturale. Motto: «Alea iacta est». Lo scudo sormontato da un cerchio di muro sostenente sette torri tonde, merlate alla ghibellina, ed unite da muri in simil modo merlati, il tutto d'oro, murato dello stesso, ed attorniato da una ghirlanda di foglie d'alloro al naturale, legata di rosso alle estremità, ambe terminanti in una pigna, d'un bastone attraversante sulla sommità dello scudo, il tutto egualmente d'oro. R.D. del 3 agosto 1888, registrato alla Corte dei Conti il 14 agosto 1888, registro 218, foglio 181 e trascritto nel Libro araldico degli enti morali. Gonfalone: Drappo partito di rosso e di azzurro... |                                  | |
| | Provincia di Frosinone D'azzurro, al leone d'oro, tenente con la destra anteriore una daga d'argento, al naturale, manicata d'oro, posta in banda, accompagnata in punta da due corni di abbondanza, d'oro, decussati e legati di rosso, ricolmi di frutta e di spighe di grano al naturale. Ornamenti esteriori da Provincia. Motto: «Ferocior ad bellandum». R.D. del 16 febbraio 1928, RR.LL.PP. del 14 luglio 1928 Gonfalone: Drappo d'azzurro al palo di giallo... R.D. del 16 febbraio 1928, RR.LL.PP. del 14 luglio 1928 |                                  | |
| | Provincia della Gallura Nord-Est Sardegna |                                  | |
| | Città metropolitana di Genova D'argento, alla croce di rosso, sostenuto da due grifoni al naturale, affrontati, appoggiati su due volute d'oro divergenti in fascia dalla punta dello scudo, con lista d'azzurro svolazzante in fascia sotto la punta stessa e caricata del motto Libertas in lettere maiuscole romane d'oro. R.D. del 6 marzo 1872 Gonfalone: Drappo rettangolare di stoffa color rosso, terminante nella parte inferiore a tre bandoni a forma di vajo irregolare, il centrale più lungo riccamente ornato con ricami d'oro e caricato con un rettangolo di stoffa bianca, con al centro lo stemma della Provincia. R.D. del 31 gennaio 1929, RR.LL.PP. del 12 settembre 1929 Bandiera: Drappo di bianco alla croce di rosso... |                                  | |
| | Provincia di Gorizia Trinciato: nel primo d'azzurro, al leone coronato d'oro; nel secondo sbarrato di argento e di rosso. Ornamenti esteriori da Provincia. D.C.G. del 13 novembre 1929 Gonfalone: Drappo partito d'azzurro e di giallo della foggia regolamentare, riccamente ornato di ricami d'oro e caricato dello stemma della Provincia stessa con l'iscrizione centrata in oro: «Provincia di Gorizia». Le parti in metallo ed i nastri saranno dorati. L'asta verticale sarà ricoperta di velluto azzurro, con bullette dorate poste a spirale. Nella freccia sarà rappresentato lo stemma della Provincia e sul gambo inciso il nome. Cravatta e nastri tricolorati dai colori nazionali, frangiati di oro. R.D. del 30 maggio 1929 |                                  | |
| | Provincia di Grosseto Di rosso alla chimera d'oro, seduta su di un sostegno pure d'oro, alata all'antica, colle fauci aperte e linguata d'oro. Ornamenti esteriori da Provincia. Lo scudo attorniato da una ghirlanda di foglie di quercia d'alloro al naturale, legata di rosso alle estremità, ambe terminanti in una pigna, d'un bastone attraversante sulla sommità dello scudo, il tutto egualmente d'oro. D. Luogot. del 21 febbraio 1918, LL.PP. Luogot. del 9 maggio 1918 |                                  | |
| Stemma del 1898 | Provincia di Imperia Partito semitroncato: nel primo, di rosso alle quattro torri d'argento, merlate di tre, murate, aperte e finestrate di nero, poste 1, 2, 1 (di Porto Maurizio); nel secondo, d'argento all'albero d'ulivo, di verde (di Oneglia); nel terzo, di rosso al leone coronato d'oro rampante e poggiante sulla palma al naturale, piantata su un terreno erboso al naturale (di Sanremo). Ornamenti esteriori da Provincia. Lo scudo attorniato da una ghirlanda di foglie di quercia e d'alloro al naturale, legata di rosso alle estremità, ambe terminanti in una pigna, d'un bastone attraversante sulla sommità dello scudo, il tutto egualmente d'oro. Stemma precedentemente in uso: Partito; nel primo, di rosso alle quattro torri d'argento, merlate di tre, murate, aperte e finestrate di nero, poste 1, 2, 1, al capo di Genova; nel secondo, d'argento, all'albero di ulivo sradicato, al naturale, al capo di Savoia. R.D. del 13 febbraio 1927, RR.LL.PP. del 9 giugno 1927) Gonfalone: Drappo di azzurro... D.P.R. del 26 ottobre 1955 |                                  | |
| | Provincia di Isernia Inquartato: nel primo, che è di Isernia, d’azzurro, al serpente a forma di S avente in palo il bastone di comando, il tutto d’argento; nel secondo, che è di Agnone, di rosso, al ippogrifo afferrante una lettera maiuscola A, all’antica, il tutto d’oro; nel terzo, che è di Venafro, di nero a tre fasce d’argento; nel quarto, che è di Frosolone, d’azzurro, alla campagna di verde caricata da una colomba addestrata dalla lettera maiuscola F e alla stella di cinque raggi posta in capo, il tutto d’oro. Gonfalone: Drappo troncato di bianco e di azzurro... |                                  | Altra bandiera in uso                                                                                    |
| | Provincia della Spezia D'azzurro, alla torre quadrata, aperta e finestrata del campo, di pietra al naturale, a due palchi merlati alla ghibellina, rispettivamente di nove e di sette pezzi, all'inferiore munito ad ogni angolo di garitta, la torre fondata su un monte di tre cime di verde e sostenente un'aquila romana d'oro dal volo spiegato e con la testa rivolta di nero, cucita. Capo di nero, caricato di un crescente d'argento, sormontato di una stella (8) d'oro. Ornamenti esteriori da Provincia. Motto: «Civium Romanorum Colonia». R.D. del 25 ottobre 1928, RR.LL.PP. del 18 novembre 1929 Gonfalone: Drappo di azzurro... R.D. del 10 aprile 1933, RR.LL.PP. del 31 agosto 1933 |                                  | |
| | Provincia dell'Aquila D'azzurro, all'aquila d'argento dal volo abbassato, imbeccata, membrata e coronata all'antica, d'oro, linguata di rosso e posta sulle vette laterali di un monte di tre cime d'oro. Ornamenti esteriori da Provincia. D.P. del 22 ottobre 1927 Gonfalone: Drappo rettangolare di stoffa bianca terminante a tre bandoni a forma di vaio irregolare, il centrale più lungo riccamente ornato con ricami d'oro e caricato dello stemma sormontato dall'iscrizione centrata in oro: «Provincia dell'Aquila». R.D. del 16 febbraio 1928, RR.LL.PP. dell'11 ottobre 1928 |                                  | |
| | Provincia di Latina Campo di cielo, alla banda di verde bordata da due filetti d'argento, caricata di tre spighe di grano poste nel verso della banda, accompagnato: sopra da una torre aperta e finestrata di nero, fondata sulla cima centrale di tre monti, il tutto al naturale; sotto da un'ancora immersa in un mare fluttuoso. Ornamenti esteriori da Provincia. D.P.R. del 30 giugno 1954 Gonfalone: Drappo partito di verde e di porpora... |                                  | |
| | Provincia di Lecce D'oro, a quattro pali di rosso, al delfino stizzoso, al naturale, guizzante in palo sul tutto con la coda in alto e la testa in basso, volta a destra imboccante la mezza luna d'argento, parimenti volta a destra. Ornamenti esteriori da Provincia. (deriva dallo Stemma della Terra d'Otranto) D.C.G. del 30 novembre 1933 Gonfalone: Drappo di giallo al palo di bianco... D.C.G. del 30 novembre 1933 |                                  | |
| | Provincia di Lecco Troncato semipartito; nel primo, di verde, al fiore delle Alpi di sei petali, di rosso; nel secondo, d'argento, alla croce di rosso; nel terzo, d'azzurro, al leone d'oro rivoltato, con la testa di fronte. Ornamenti esteriori da Provincia. D.P.R. del 4 settembre 1996 Gonfalone: Drappo di giallo con la bordatura di azzurro... D.P.R. del 4 settembre 1996 Bandiera: Drappo di giallo bordato di azzurro caricato dallo stemma provinciale centrato. Altra blasonatura della bandiera: Drappo partito semitroncato: nel primo, di verde al fiore delle alpi di rosso; nel secondo, d’azzurro al leone al naturale in maestà; nel terzo, di bianco alla croce di rosso. |                                  | |
| | Provincia di Livorno Troncato: nel primo, d'argento alla banda di rosso, carico di tre api d'oro (d'Erba); nel secondo, di rosso al castello d'argento, merlato d'oro, aperto e finestrato di nero, uscente da un mare d'azzurro, fluttuoso di argento; colla torre destra cimata da una bandiera bifida bianca, scritta col motto: «Fides» al naturale (di Livorno). Lo scudo sormontato da un cerchio di muro sostenente sette torri tonde, merlate alla ghibellina, ed unite da muri in simil modo merlati, il tutto d'oro, murato dello stesso, ed attorniato da una ghirlanda di foglie di quercia e d'alloro al naturale, legata di rosso e d'oro alle estremità, ambe terminanti in una pigna, d'un bastone attraversante sulla sommità dello scudo, il tutto egualmente d'oro. R.D. del 23 febbraio 1902, RR.LL.PP. del 15 maggio 1902 Gonfalone: Drappo rettangolare, recante lo stemma dell'Ente, con coda bifida in basso, di colore bianco con bordo rosso; esso misura cm 135 in senso verticale e cm. 88 in senso orizzontale ed è sospeso mediante un bilico mobile ad un'asta in metallo cromato con punta lanceolata, alla quale è annodata una fascia tricolore della Repubblica Italiana. |                                  | |
| | Provincia di Lodi Partito: nel primo, di verde, alla sbarra diminuita, d'argento; nel secondo, di rosso, alla banda diminuita, d'oro. Ornamenti esteriori da Provincia. D.P.R. del 29 dicembre 1995 Gonfalone: Drappo di bianco, riccamente ornato di ricami d'oro e caricato dallo stemma con la iscrizione centrata in oro, recante la denominazione della Provincia. Le parti di metallo ed i cordoni sono dorati. L'asta verticale è ricoperta di velluto bianco, con bullette dorate poste a spirale. Nella freccia è rappresentato lo stemma della Provincia e sul gambo inciso il nome. Cravatta con nastri tricolorati dai colori nazionali frangiati d'oro. |                                  | |
| | Provincia di Lucca D'azzurro, alla pantera, maculata, rampante. Ornamenti esteriori da Provincia. Il tutto racchiuse entro un festone di ramoscelli d'olivo alternantisi con torselli di seta alla lucchese, al naturale. RR.DD. del 24 marzo e del 27 settembre 1938, RR.LL.PP. del 5 ottobre 1939 Gonfalone: Ha due prospetti. Il principale (recto) in seta azzurra circondato da due fregi d'oro, reca in grande lo Stemma della Provincia. Nella parte inferiore è ricamato in campo bianco-avorio un festone di ramoscelli d'olivo alternantisi con torselli di seta alla lucchese. La parte inferiore termina con un motivo ornamentale in campo azzurro costituito da palme stilizzate che riproducono il fregio superiore. Reca in alto la legenda "Provincia di Lucca" in oro su seta bianco-avorio. L'altro prospetto (verso) in seta bianco-avorio, partito verticalmente da festoni di spighe di grano stilizzato, reca gli stemmi delle sei città della Provincia (Barga, Camaiore, Castelnuovo Garfagnana, Lucca, Pietrasanta, Viareggio). La parte inferiore termina con un fregio a disegno geometrico alternato di rombi. Il tutto inquadrato dai medesimi fregi decorativi del recto. Il Gonfalone è sostenuto, con asta trasversa, da un'asta metallica recante alla sommità una punta di lancia. R.D. del 24 marzo e del 27 settembre 1938, RR.LL.PP. del 5 ottobre 1939 Bandiera: Drappo azzurro innalzato sull'asta per il lato minore, recante al centro lo Stemma. |                                  | |
| Stemma secondo blasone | Provincia di Macerata D'azzurro a cinque monti in fascia, sul centrale dei quali poggia un picchio sorante, al naturale; col capo di rosso alla croce d'argento. Ornamenti esteriori da Provincia. Lo scudo attorniato da una ghirlanda di foglie di quercia e d'alloro al naturale, legata di rosso alle estremità, ambe terminanti in una pigna, d'un bastone attraversante sulla sommità dello scudo, il tutto egualmente d'oro. D. Luogot. del 21 febbraio 1918, LL.PP. Luogot. del 9 maggio 1918 Gonfalone: Drappo di azzurro... |                                  | |
| | Provincia di Mantova Troncato e semipartito: nel primo, d'argento, alla croce di rosso, accantonata nel primo cantone del busto di Virgilio, posto in maestà, attorcigliata da un serto di alloro, di verde, al lambello di tre pendenti d'azzurro, alla bordura di rosso (di Mantova); nel secondo, d'azzurro alla quercia al naturale, nodrita sulla campagna di verde (di Bozzolo); nel terzo, di rosso, al cane rampante, d'argento, collarinato dello stesso, tra due staffe d'argento, la superiore al canto sinistro dello scudo, l'inferiore a destra dello stesso (di Castiglione delle Stiviere). Ornamenti esteriori da Provincia. Gonfalone: Drappo appuntato di bianco con la bordatura di rosso... Altro gonfalone in uso: Drappo di bianco con la bordatura scaccata di rosso e di blu... R.D. del 4 marzo 1926, RR.LL.PP. del 10 giugno 1926 | Altro gonfalone in uso           | |
| | Provincia di Massa-Carrara D'azzurro, alla catena di monti, al naturale, nascente dalla punta dello scudo; al di sopra un montante d'argento sormontato da una stella d'oro. Motto: «Extollunt marmora lunam». R.D. del 24 marzo 1938, RR.LL.PP. del 28 ottobre 1938 (immagine non conforme alle regole araldiche dello stato italiano) |                                  | |
| Variante senza il capo d'argento Stemma in uso da 1933 fino al 1943 Stemma concesso nel 1930                                                                                         | Provincia di Matera Partito: nel primo, d'azzurro, a cinque colonne doriche con base e trabeazione al naturale; nel secondo, d'argento, all'aquila dal volo abbassato coronata di nero; capo d'argento. Ornamenti esteriori da Provincia. D.P.R. del 16 aprile 1958 Stemma precedentemente in uso: Partito: nel 1º di azzurro, a cinque colonne doriche con base e trabeazione al naturale; nel 2º d'argento, all'aquila dal volo abbassato coronata di nero; capo d'argento, al fascio littorio al naturale posto in palo. Ornamenti esteriori da Provincia. R.D. del 26 aprile 1930, RR.LL.PP. del 18 maggio 1931 Gonfalone: Drappo partito di bianco e di azzurro... |                                  | Variante con lo stemma senza il capo Bandiera precedentemente in uso                                     |
| | Provincia del Medio Campidano Non è mai stato deliberato e ufficializzato da parte dell'Ente alcuno stemma o logo identificativo. |                                  | |
| | Città metropolitana di Messina |                                  | |
| | Città metropolitana di Milano |                                  | |
| Stemma precedentemente in uso | Provincia di Modena Troncato semipartito: nel primo, d'oro a due trivelle al naturale con le punte in basso, poste in croce di Sant'Andrea, accollate ad una croce d'azzurro; nel secondo, d'azzurro, ad uno scaglione d'oro; nel terzo, campo di cielo, al monte di tre cime di verde moventi dalla punta e sormontato da un'aquila dal volo abbassato di nero, con la testa rivolta. Ornamenti esteriori da Provincia. D.C.G. del 4 agosto 1931 Gonfalone: Drappo partito di giallo e di azzurro... R.D. del 7 gennaio 1937, RR.LL.PP. del 2 dicembre 1937 |                                  | |
| | Provincia di Monza e della Brianza Di verde, al triskele celtico d’argento, con il suo punto d’unione situato sul punto d’onore dello scudo, e con le sue tre spirali, tagliate nei suoi bracci, uscenti dallo stesso, nel loro punto mediano, rispettivamente, nel cantone destro del capo, nel fianco sinistro e nel cantone sinistro della punta. Ornamenti esteriori da Provincia Gonfalone: drappo inquartato in decusse, di bianco e di verde, caricato al centro dallo stemma e dalla corona della Provincia Bandiera: drappo inquartato in decusse, di bianco e di verde, caricato al centro dallo stemma e dalla corona della Provincia D.P.R. 13 dicembre 2022 |                                  | |
| | Città metropolitana di Napoli |                                  | Altra bandiera in uso                                                                                    |
| | Provincia di Novara Di rosso, all'aquila spiegata, coronata di tre stellette, il tutto d'oro, accompagnata in punta a sinistra dalla lettera gotica N. Ornamenti esteriori da Provincia. R.D. del 5 settembre 1929, RR.LL.PP. del 20 novembre 1930, registrato alla Corte dei Conti e trascritto nel Libro araldico degli enti morali al vol. I, pag 214 Gonfalone: Drappo di azzurro... R.D. del 5 settembre 1929, RR.LL.PP. del 20 novembre 1930, registrato alla Corte dei Conti e trascritto nel Libro araldico degli enti morali al vol. I, pag 214 |                                  | |
| | Provincia di Nuoro Troncato: nel primo, d'argento alla catena montana, al naturale, movente dalla troncatura, sormontata da un'aquila dal volo abbassato di nero; nel secondo, d'azzurro ad un nuraghe al naturale, nodrito su campagna erbosa di verde, cimato da un sole nascente raggiato d'oro.Ornamenti esteriori da Provincia. R.D. del 6 dicembre 1928, RR.LL.PP. dell'11 aprile 1929 |                                  | |
| | Provincia dell'Ogliastra Di rosso crocettato d'argento a sei palle dello stesso nel cuore, poste a 3, 2, 1. Ornamenti esteriori da Provincia. |                                  | |
| | Provincia di Oristano D'argento ad un albero fogliato di verde sradicato e stilizzato. Ornamenti esteriori da Provincia. Gonfalone: Drappo bianco riccamente ornato di ricami d'oro e caricato dello stemma sopra descritto con la iscrizione centrata in oro: Provincia di Oristano. Le parti di metallo ed i cordoni saranno dorati. L'asta verticale sarà ricoperta di velluto bianco con bullette dorate poste a spirale. Nella freccia sarà rappresentato lo stemma della Provincia e sul gambo inciso il nome. Cravatta e nastri tricolori dai colori nazionali frangiati d'oro. D.P.R. del 10 settembre 1982, concessione di stemma e gonfalone |                                  | |
| | Provincia di Padova D'argento alla croce di rosso (di Padova), alla bordura con la orlatura composta di sette pezzi; cioè al primo di oro al castello cuspidale torricellato ai fianchi ed al vertice di tre pezzi merlati alla guelfa con la porta d'oro crociata di rosso sormontata da un leone di S. Marco, scolpito nel sasso il tutto al naturale ed è per Este. Al secondo di rosso al mastio cimato a destra da una torricella, ed a sinistra da una bandiera bifida di rosso, astata e bordata d'oro; il tutto al naturale e merlato alla guelfa ed è per Cittadella. Al terzo di azzurro alla rocca di tre cinte sovrapposte, torricellate e merlate e divise da spalti erbosi, il tutto al naturale ed è per Monselice. Al quarto interzato in fascia nel primo d'argento al leone di S. Marco di rosso; nel secondo di rosso al palo troncato d'azzurro e d'oro caricato di una stella di otto raggi dell'uno nell'altro; nel terzo di nero ed è per Montagnana. Al quinto di rosso alla croce d'argento ed è per Camposampiero. Al sesto d'argento alla banda rombeggiata di rosso ed è per Conselve. Al settimo di rosso a tre melagrane al naturale ed è per Piove di Sacco. R.D. del 20 aprile 1884 Gonfalone: Drappo di bianco... D.P.R. del 2 dicembre 1955 |                                  | |
| Stemma in uso nel 1905 | Città metropolitana di Palermo |                                  | |
| | Provincia di Parma Partito dal filetto d'azzurro: il primo d'oro, alla croce piana d'azzurro; il secondo d'oro, ai sei gigli d'azzurro, posti 3,2,1. Ornamenti esteriori da Provincia. D.P.R. del 30 luglio 2001 Stemma precedentemente in uso: Partito: nel primo della città di Parma, che è d'oro, alla croce d'azzurro; nel secondo di Farnese, che è d'oro a sei gigli di azzurro 3, 2, 1. Ornamenti esteriori da Provincia. R.D. del 13 ottobre 1927, RR.LL.PP. del 16 febbraio 1928) Gonfalone: Drappo partito di giallo e di azzurro... |                                  | |
| | Provincia di Pavia Inquartato: nel primo di rosso alla croce d'argento (di Pavia); nel secondo troncato: a) d'oro all'aquila spiegata di nero, coronata, rostrata e membrata del campo; b) ritroncato: sopra, fasciato di nero e di argento; sotto, di rosso pieno (di Voghera); nel terzo troncato, sopra, d'argento, all'aquila spiegata di nero, coronata, rostrata e piottata d'oro; sotto, campo di cielo alla campagna erbosa ed alberata, al cervo che si abbevera ad una fonte presso una quercia, il tutto al naturale (di Mortara); nel quarto di rosso al castello, merlato alla ghibellina, torricellato di nero, a destra d'argento murato di nero, finestrata di tre, 1, 2 del campo (di Vigevano). Ornamenti esteriori da Provincia. R.D. del 18 luglio 1930, RR.LL.PP. del 3 dicembre 1931 Gonfalone: Drappo di azzurro, riccamente ornato di ricami d'oro e caricato dallo stemma sopra descritto con la iscrizione centrata in oro: "PROVINCIA DI PAVIA". Le parti di metallo ed i cordoni saranno dorati. L'asta verticale sarà ricoperta di velluto bianco, con bullette dorate poste a spirale. Nella freccia sarà rappresentato lo stemma della Provincia e sul gambo inciso il nome. Cravatta con nastri ricolorati dai colori nazionali frangiati d'oro. Forma e dimensioni regolamentari. D.C.G. dell'11 luglio 1933 |                                  | |
| | Provincia di Perugia Di rosso, al grifo passante, d'argento, coronato all'antica, armato, imbeccato e linguato d'oro. R.D. del 20 settembre 1928, RR.LL.PP. del 18 luglio 1930 Gonfalone: Drappo di azzurro... R.D. del 20 settembre 1928, RR.LL.PP. del 18 luglio 1930 |                                  | |
| | Provincia di Pesaro e Urbino Partito: nel primo, d’azzurro alla rovere d’oro con i rami decussati e ridecussati, attraversata sul tronco da due fedi di carnagione manicate di rosso, disposte una sull’altra e da un listello di argento carico del motto: "PERPETUA ET FIRMA FIDELITAS" alla campagna inquartato d’argento e di rosso; nel secondo, d'azzurro a tre bande d’oro, la prima banda carica di un’aquila di nero ad ali spiegate. Ornamenti esteriori da Provincia. R.D. del 25 aprile 1938 Gonfalone: Drappo partito di bianco e di rosso... |                                  | |
| | Provincia di Pescara Partito: nel primo, al fiume nascente da tre monti e sboccante in un mare sul quale naviga una barca a vela, il tutto al naturale; nel secondo, di verde ad un cinghiale rivoltato, pure al naturale. Ornamenti esteriori da Provincia. Motto: « Sibi·Valet·Et·Vivit». Gonfalone: Il gonfalone della Provincia di Pescara si presenta come un drappo rettangolare di stoffa di colore azzurro, terminato nella parte inferiore a tre bandoni, il centrale più lungo, riccamente ornato con ricami d'oro, e decorato con lo stemma provinciale, sormontato dall'iscrizione centrata in oro "Provincia di Pescara". La stoffa è inchiodata per il lato corto superiore ad un'asta orizzontale con pomi artisticamente dorati alle due estremità e sospesa mediante lacci dello stesso con fiocchi simili pendenti dai due lati del gonfalone ad un'altra asta verticale, ricoperta di velluto azzurro con bollette dorate poste a spirale e cimata da una freccia con gambo di metallo dorato con lo stemma della Provincia. Sul gambo della freccia è inciso il nome della Provincia stessa, con la data della sua costituzione; cravatta e nastri tricolorati dai colori nazionali frangiati d'oro. R.D. del 20 settembre 1928, RR.LL.PP. del 2 dicembre 1928 |                                  | |
| | Provincia di Piacenza Di rosso al quadrato d'argento nel cuore. Ornamenti esteriori da Provincia. R.D. del 10 marzo 1930, RR.LL.PP. del 17 dicembre 1931 Gonfalone: Drappo di azzurro... |                                  | Altra bandiera in uso                                                                                    |
| | Provincia di Pisa D'oro all'aquila, col volo abbassato, di nero, coronata del campo; lo scudo cimato dalla corona propria delle Provincie. R.D. del 26 marzo 1873, RR.LL.PP. del 2 aprile 1873 |                                  | |
| | Provincia di Pistoia Troncato d'azzurro e di verde; l'azzurro carico di un monte all'italiana di sei cime d'oro, uscente dalla partizione; alla bordura scaccata di rosso e d'argento. Ornamenti esteriori da Provincia. Decreto del 22 dicembre 1949 Stemma precedentemente in uso: Troncato: nel primo, d'azzurro, ad un'ascia, al naturale, posta in palo, fra due verghe di verde, legate di rosso; nel secondo, scaccato di argento e di rosso. Ornamenti esteriori da Provincia. R.D. dell'8 settembre 1927, RR.LL.PP. del 23 febbraio 1928, con lo stesso concessione di gonfalone) Gonfalone: Drappo di azzurro... |                                  | |
| | Provincia di Pordenone Di azzurro, con bordura d'oro caricato dell'immagine della Dea Concordia vestita che tiene nella mano destra un ramoscello d'ulivo al naturale e nella sinistra una cornucopia d'oro piena di frutti pure al naturale; sotto la punta dello scudo, su lista d'azzurro, con le estremità bifide, il motto in caratteri romani maiuscoli di nero: Concordia Parvae Res Crescunt. Ornamenti esteriori da Provincia. D.P.R. del 30 aprile 1976 Gonfalone: Drappo partito, d'azzurro e di giallo, riccamente ornato di ricami d'oro con l'iscrizione centrata in oro: Provincia di Pordenone. D.P.R. del 30 aprile 1976 |                                  | |
| | Provincia di Potenza D'oro, all'aquila coronata dello stesso, dimezzata, uscente da una fascia di tre onde d'azzurro. Ornamenti esteriori da Provincia. R.D. del 7 marzo 1938 e del 16 febbraio 1939, RR.LL.PP. del 4 marzo 1940 Gonfalone: Drappo di bianco... R.D. del 7 marzo 1938 e del 16 febbraio 1939, RR.LL.PP. del 4 marzo 1940 |                                  | |
| | Provincia di Prato Di verde, al cavaliere miniato nel codice Regia Carmina di Convenevole da Prato, con il viso di carnagione, armato di tutto punto, di azzurro l'elmo cimato dal giglio d'oro, munito di spada d'argento guarnita d'oro, i fianchi ornati dalla sopravveste di rosso, seminata di gigli d'oro, tenente con la mano destra non visibile l'asta di rosso, con il ferro a punta di nero, posta in sbarra, munita del gagliardetto bifido, di rosso, seminato di gigli d'oro, con la mano sinistra non visibile lo scudo di Prato, il cavaliere cavalcante il cavallo d'argento, con gli zoccoli di nero, con gli arti anteriori sollevati, con la testa di fronte, interamente gualdrappato con grande gualdrappa di rosso, seminata di gigli d'oro, con il morso d'oro unito ad una catenella dello stesso; il tutto accompagnato da sette bisanti d'oro, quattro posti sotto il gagliardetto, due e due, tre posti in punta a destra, ordinati in fascia. Ornamenti esteriori da Provincia. D.P.R. del 17 ottobre 1995 Gonfalone: Drappo di giallo... D.P.R. del 17 ottobre 1995 |                                  | |
| Stemma secondo la blasonatura ufficiale Stemma utilizzato dal Libero consorzio comunale Stemma utilizzato dal 1933 al 1943 Stemma utilizzato dal 1930 al 1933 e dal 1943 al 1961 ca. | Libero consorzio comunale di Ragusa D'azzurro, alla banda scaccata di due file d'argento e di rosso, caricata di un'aquila dal volo abbassato rivolta con la testa a destra, tenente fra gli artigli una corona di alloro e quercia nastrata in rosso. La testa dell'aquila è sormontata da una stella d'argento, a cinque punte. Lo scudo è fregiato della corona da Provincia. Statuto del Libero consorzio comunale di Ragusa - titolo 1, articolo 3, comma 2 Stemma precedentemente in uso: D'azzurro, alla banda scaccata di due file d'argento, e di rosso, il tutto caricato di un'aquila dal volo abbassato, rivolta con la testa a destra, tenente fra gli artigli un fascio littorio d'oro e sormontata da una stella, il tutto d'oro. Ornamenti esteriori da Provincia. R.D. del 17 aprile 1930, RR.LL.PP. del 15 febbraio 1932 Gonfalone: Il Gonfalone che misura cm. 87x195 è di tessuto raso in seta di colore azzurro bordato in oro: termina in tre bande, la centrale più lunga, rifinite con frangia dorata; al centro reca lo stemma, come descritto circondato da decoro a tralci di acanto ricamate in oro. Il Gonfalone come sopra descritto è sorretto da bastone lanciato e completo di due fiocchi che scendono lungo i lati. Statuto del Libero consorzio comunale di Ragusa - titolo 1, articolo 3, comma 3 Gonfalone precedentemente in uso: R.D. del 17 aprile 1930, RR.LL.PP. del 15 febbraio 1932 Bandiera: La bandiera è stata adottata nel gennaio 1997, in occasione del 70º anniversario di costituzione dell'ex provincia regionale. |                                  | Bandiera secondo la blasonatura ufficiale dello stemma Bandiera utilizzata dal Libero consorzio comunale |
| Stemma in uso dal 1898 fino al 1933 | Provincia di Ravenna D'oro all'aquila di rosso... R.D. del 28 marzo e 4 giugno 1938, RR.LL.PP. del 28 ottobre 1938 Gonfalone: Drappo di colore azzurro riccamente ornato di ricami d'oro caricato dello stemma sopra descritto con l'iscrizione centrata in oro: "PROVINCIA DI RAVENNA". Le parti di metallo ed i nastri saranno dorati. L'asta verticale sarà ricoperta di velluto azzurro con bullette dorate poste a spirale. Nella freccia sarà rappresentato lo stemma della Provincia e sul gambo inciso il nome. Cravatta e nastri tricolorati dai colori nazionali frangiati d'oro. R.D. del 28 marzo e 4 giugno 1938, RR.LL.PP. del 28 ottobre 1938 Bandiera: Drappo di rosso con la bordatura di azzurro, caricato dallo stemma provinciale. L’asta sarà ornata dalla cravatta con nastri tricolorati dai colori nazionali. D.P.R. del 6 novembre 2008 |                                  | Bandiera precedentemente in uso                                                                          |
| | Città metropolitana di Reggio Calabria |                                  | |
| | Provincia di Reggio Emilia Inquartato: nel primo, troncato d'azzurro e di rosso al leone d'oro attraversante (di Guastalla); nel secondo, d'azzurro al sole d'oro circondato da una correggia con fibbia dello stesso (di Correggio); nel terzo, d'azzurro alla scalinata d'oro montante in banda, all'aquila al naturale, sorante, involtata ad ali spiegate, posta nel punto del capo (di Scandiano); nel quarto, troncato d'azzurro e d'oro, nel 1º e tre stelle d'oro a sei punte, nel 2º al cervo in corso, al naturale, con la fascia di rosso carica di tre gigli d'argento posta sulla partizione (di Castelnuovo ne' Monti). Sul tutto uno scudo d'argento alla croce di rosso, accantonata dalle lettere "SPQR" di nero (di Reggio nell'Emilia). Ornamenti esteriori da Provincia. R.D. del 28 maggio 1938 Gonfalone: Drappo di colore azzurro riccamente ornato di ricami d'oro caricato dello stemma sopra descritto con l'iscrizione centrata in oro: "PROVINCIA DI REGGIO NELL'EMILIA". Le parti di metallo ed i nastri saranno dorati. L'asta verticale sarà ricoperta di velluto azzurro con bullette dorate poste a spirale. Nella freccia sarà rappresentato lo stemma della Provincia e sul gambo inciso il nome. Cravatta e nastri tricolorati dai colori nazionali frangiati d'oro. R.D. del 28 maggio 1938 |                                  | Altra bandiera in uso                                                                                    |
| | Provincia di Rieti Di rosso, alla banda dello stesso, bordata caricata delle lettere maiuscole S P Q S alternate da tre gruppi di anelli, intrecciati, il tutto d'oro. Ornamenti esteriori da Provincia. Motto: «Tota Sabina Civitas». R.D. del 10 maggio 1928, RR.LL.PP. del 18 ottobre 1928 Gonfalone: Drappo di giallo con la bordatura di rosso... D.P.R. del 5 giugno 2001 Gonfalone precedentemente in uso: Drappo di stoffa rosso, rettangolare terminante in basso a forma di vaio irregolare, bordato e frangiato, nei lati ed in basso, d'oro con fiocchi dello stesso. Il drappo attraversato da una banda pure di rosso, bordata, caricata delle stesse maiuscole S P Q S alternate da tre gruppi di anelli intrecciati, con in capo il motto: «Tota Sabina Civitas», il tutto d'oro. Il drappo medesimo sarà inclinato per il lato corto ad un'asta orizzontale, terminata ai due lati con artistici pomi dorati e sospesa, mediante lacci con fiocchi dello stesso, ad un'altra asta perpendicolare ricoperta di velluto azzurro con bullette dorate, poste a spirale e sormontate da una freccia, con gambo di ottone con lo stemma della Provincia. Sul gambo sarà inciso il nome della Provincia con la data della sua costituzione. R.D. del 10 maggio 1928, RR.LL.PP. del 18 ottobre 1928 | Gonfalone precedentemente in uso | |
| | Provincia di Rimini Campo di cielo, alla cocca d'oro, bordata di rosso, navigante sul mare d'azzurro, fluttuoso di argento, attraversante, munita di quattro vele d'oro, bordate di rosso, dell'albero e del sartiame, dello stesso, essa cocca nella forma effigiata nel Tempio Malatestiano di Rimini da Agostino Di Duccio. Ornamenti esteriori da Provincia. Gonfalone: Drappo di bianco, caricato dallo Stemma sopra descritto con la iscrizione centrata in oro, recante la denominazione della Provincia. Le parti di metallo ed i cordoni saranno dorati. L'asta verticale sarà ricoperta di velluto bianco, con bullette dorate poste a spirale. Nella freccia sarà rappresentato lo Stemma della Provincia e sul gambo inciso il nome. Cravatta con nastri tricolorati dai colori nazionali frangiati d'oro. D.P.R. del 20 febbraio 1996, approvato dal Consiglio Provinciale con delibera n. 2 del 15 gennaio 1996 |                                  | |
| | Città metropolitana di Roma Capitale |                                  | |
| Stemma precedentemente in uso | Provincia di Rovigo Inquartato. Nel primo e nel quarto, partito d'oro e d'azzurro all'aquila bicipite col volo abbassato partita di nero (sull'oro) e d'argento (sull'azzurro), coronata d'oro, rostrata e membrata pure d'oro, linguata di rosso ed armata di nero sull'oro e di rosso sull'azzurro. Nel secondo e nel terzo, di verde al castello d'oro, non merlato e leggermente rastremato in alto, murato di nero ed aperto d'uno, pure di nero; il castello è cimato dal leone di San Marco passante, alato e nimbato e col libro aperto, il tutto d'oro; il libro reca, in caratteri romani maiuscoli di nero, le iscrizioni: Pax Tibi Marce sulla pagina di destra, in quattro righe, ed Evangelista Mevs sulla pagina di sinistra, pure in quattro righe.Ornamenti esteriori da Provincia. R.D. del 20 luglio 1934, RR.LL.PP. del 25 febbraio 1935 Gonfalone: Drappo di azzurro alla fascia di verde... |                                  | |
| Stemma precedentemente in uso | Provincia di Salerno D'azzurro alla Croce d'Amalfi d'argento. Ornamenti esteriori da Provincia. Delibera Giunta provinciale del 15 ottobre 2010 Stemma precedentemente in uso: Troncato d'argento e di nero; nel mezzo una bussola da navigazione attraversante caricata all'intorno delle lettere "M.T.G.L.S.O.L.P." Di sopra due semivoli di nero attaccati in fascia alla bussola, nel cantone destro del capo una stella d'oro fulgente di raggi; sotto due semivoli di argento attaccati in fascia alla bussola. La corona che sovrasta è formata da un cerchio d'oro geminato con le cordonature lisce ai margini, con due rami uno di alloro e uno di quercia (naturale) uscenti dalla corona decussati e ricadenti all'infuori. R.D. del 28 marzo 1938 Gonfalone: Drappo di azzurro appuntato... |                                  | Bandiera precedentemente in uso                                                                          |
| | Città metropolitana di Sassari |                                  | |
| | Provincia di Savona Campo di cielo alla caravella navigante a vele spiegate, sopra una campagna mareggiata d'argento e d'azzurro. Ornamenti esteriori da Provincia. Motto: «Par Paribus». R.D. del 16 febbraio 1928, RR.LL.PP. del 1º novembre 1928 Gonfalone: Drappo rettangolare di stoffa azzurra... R.D. del 16 febbraio 1928, RR.LL.PP. del 1º novembre 1928 |                                  | |
| | Provincia di Siena Di rosso, al leone d'argento, armato d'oro sormontato nel punto del capo da una corona d'oro. Ornamenti esteriori da Provincia. Lo stemma della provincia riprende l'antico leone rampante del Capitano del Popolo, vecchia magistratura della Repubblica di Siena R.D. dell'8 marzo 1891, RR.LL.PP. del 14 maggio 1891 Gonfalone: Drappo di bianco... |                                  | |
| Stemma con il Capo Littorio Stemma in uso nel 1898 | Libero consorzio comunale di Siracusa Di verde tagliato in trasversale da un filetto d'argento, accostato a destra dal diritto della moneta d'argento Demarateion raffigurante la leggenda "Συρακοσιον"; a sinistra il verso della stessa moneta, sopra la vittoria volante nell'atto di incoronare i cavalli, sotto un leone corrente. Ornamenti esteriori da Provincia. R.D. dell'11 aprile e 21 settembre 1938, RR.LL.PP. del 14 settembre 1939 Gonfalone: Drappo di verde... R.D. dell'11 aprile e 21 settembre 1938, RR.LL.PP. del 14 settembre 1939 |                                  | Bandiera precedentemente in uso                                                                          |
| | Provincia di Sondrio Inquartato: al primo spaccato d'argento e di rosso al castello di pietra, aperto e finestrato di nero, merlato alla ghibellina, sormontato dall'aquila coronata, al volo abbassato, di nero, il tutto sulla partizione (di Tirano); al secondo di rosso alla croce d'argento (di Bormio); al terzo di rosso a due chiavi d'argento, decussate coll'ingegno in alto volto all'esterno, legate con catenella d'argento, e accantonate in alto dall'aquila coronata, di nero (di Chiavenna); al quarto di rosso alle due chiavi d'argento decussate, coll'ingegno in alto e con una spada pure d'argento, all'elsa d'oro, posta in palo, con la punta in alto, in mezzo al campo (di Morbegno); sul tutto partito d'azzurro e d'argento, alle due spade decussate, di argento, all'elsa d'oro, accompagnate da due rami di palma, di verde, decussati, il tutto sormontato da un giglio d'oro, sulla partizione (di Sondrio). Ornamenti esteriori da Provincia. R.D. del 5 aprile 1923, RR.LL.PP. del 20 dicembre 1923 Gonfalone: Drappo di bianco... |                                  | |
| | Provincia di Taranto D'argento allo scorpione nero, posto in palo, caricato di tre gigli d'oro e sostenente con le chele una corona all'antica, d'oro. Lo scudo sarà fregiato dalla speciale corona da Provincia. R.D. del 24 febbraio 1927, RR.LL.PP. del 23 giugno 1927, registrato alla Corte dei Conti l'11 marzo 1927, Reg. 3 Fin., foglio 347 e trascritto nel Libro araldico degli enti morali Gonfalone: Drappo partito di azzurro e di rosso... |                                  | |
| | Provincia di Teramo Di rosso, alla banda d'argento accostata da due croci trifogliate dello stesso. Ornamenti esteriori da Provincia. R.D. del 24 novembre 1938, RR.LL.PP. del 17 agosto 1941 |                                  | |
| | Provincia di Terni D'azzurro, a cinque fasce, ondate d'argento, sormontate da tre api d'oro, 1 e 2. Ornamenti esteriori da Provincia. R.D. del 6 dicembre 1934, RR.LL.PP. dell'11 aprile 1935 Gonfalone: Drappo di giallo con la bordatura di rosso... R.D. del 12 marzo 1936, RR.LL.PP. del 29 ottobre 1936 |                                  | |
| | Città metropolitana di Torino |                                  | |
| | Libero consorzio comunale di Trapani Inquartato: nel primo di Trapani, che è: di rosso, al ponte di tre archi, l'ultimo incompleto, sostenente cinque torri, delle quali la seconda più alta, il tutto d'oro murato di nero, posto sopra un mare fluttuoso di azzurro e d'argento e sormontato da una falce d'oro posta in fascia, con l'impugnatura a destra e la punta rivolta verso la punta dello scudo; nel secondo di Marsala, che è: d'azzurro, all'effigie di Apollo al naturale con chioma e lira d'oro, sormontato dalla leggenda: «ΛΙΛΥ ΒΑΙΤΑΝ» di nero; nel terzo di Salemi, che è: d'oro, alla aquila spiegata al naturale, caricata in cuore da uno scudetto di azzurro, al mastio al naturale, accompagnato in punta da due rami di verde decussati; nel quarto di Calatafimi, che è: campo di cielo, al castello al naturale, torricellato di tre pezzi merlato alla ghibellina, la torre centrale più alta, finestrato, semiaperto e murato di nero, fondato su pianura di verde, movente dalla punta dello scudo, sormontato da un'aquila spiegata al naturale, membrata, imbeccata e coronata d'oro. Ornamenti esteriori da Provincia. R.D. del 2 maggio 1932, RR.LL.PP. del 19 agosto 1932 Gonfalone: Drappo di azzurro... R.D. del 31 dicembre 1936, RR.LL.PP. dell'11 aprile 1938 |                                  | |
| Stemma in uso del 1948 al 1988 Stemma in uso del 1925 al 1948 | Provincia autonoma di Trento Su scudo appuntato: d'argento, all'aquila di Trento, con la bordatura, diminuita in filetto, di porpora. Sopra lo scudo, la corona speciale della Provincia Autonoma di Trento, che è formata dal cerchio d'oro, brunito, gemmato, cimato da quattro fioroni (tre visibili), sostenuti da punte, e alternati da dodici sferette, di cui otto poste sul margine del cerchio (quattro visibili, due e due), e quattro sostenute da punte (due visibili una e una), alternanti le sferette poste sul margine. D.P.R. del 4 gennaio 1988 Gonfalone: Drappo interzato in fascia, nel primo e nel terzo di porpora, nel secondo di bianco, frangiato d'oro e caricato dello stemma sopra descritto con la iscrizione centrata in oro recante la denominazione della Provincia. Le parti di metallo ed i cordoni saranno dorati. L'asta verticale sarà ricoperta di velluto dei colori del drappo, alternati, con bullette dorate poste a spirale. Nella freccia sarà rappresentato lo stemma della Provincia e sul gambo inciso il nome. Cravatta con nastri tricolorati dai colori nazionali frangiati d'oro. D.P.R. del 4 gennaio 1988 Stemma precedentemente in uso: D'argento all'aquila caratteristica di Trento, poggiante sul monte di quattro cime di verde, al capo di Savoia. Lo scudo sarà fregiato dalla speciale corona di Provincia. (dal 1948 al 1988 fu usato lo stesso stemma eliminando il "capo di Savoia") R.D. dell'11 giugno 1925, RR.LL.PP. del 17 dicembre 1925 Gonfalone precedentemente in uso: R.D. dell'11 giugno 1925, RR.LL.PP. del 17 dicembre 1925 Bandiera: Drappo interzato in fascia, nel primo e nel terzo di porpora, nel secondo di bianco, caricato dello stemma provinciale... |                                  | |
| | Provincia di Treviso D'azzurro, alla fascia d'argento carica della parola TARVISIUM, sostenente una torre merlata di cinque, accostata da due torri merlate di tre, con due bandiere svolazzanti uscenti dalle basi delle torri laterali, quella destra posta in banda, e quella sinistra posta in sbarra. Nella parte inferiore, nel mezzo, sopra un terreno lastricato, un portone con una finestra armata e con due torri basse senza merli; a ciascuno dei lati stanno due piccole torri a quattro merli, e tra questa altre due torri di vedetta con il tetto rosso rotondo cimato da una croce. Motto: «Monti Musoni Ponto Dominorque Naoni». R.D. del 17 marzo 1938 Gonfalone: Drappo di rosso con bordatura di giallo... Delibera n. 370 del Rettorato Provinciale del 10 gennaio 1939 |                                  | Altra bandiera in uso                                                                                    |
| | Provincia di Trieste D'azzurro, al vallo romano torricellato di due pezzi d'argento, aperto e finestrato del campo, mattonato di nero, posto sopra una vetta di un monte di tre cime al naturale, accompagnato fra le due torri di una punta di alabarda d'argento; alla campagna d'azzurro mareggiata d'argento. Ornamenti esteriori da Provincia. R.D. del 22 settembre 1927, RR.LL.PP. del 4 dicembre 1927 Gonfalone: Drappo di azzurro... R.D. del 21 ottobre 1937, RR.LL.PP. del 3 giugno 1938 Gonfalone precedentemente in uso: R.D. del 22 settembre 1927, RR.LL.PP. del 4 dicembre 1927 |                                  | |
| | Provincia di Udine D'azzurro alla bordura d'oro, all'aquila linguata e cinta da corona ducale il tutto d'oro.Ornamenti esteriori da Provincia. D.P.R. del 13 giugno 1970 Gonfalone: Drappo partito, d'azzurro e giallo, riccamente ornato di ricami d'oro e caricato dello stemma sopra descritto con l'iscrizione centrata in oro: "PROVINCIA DI UDINE". D.P.R. del 13 giugno 1970 Bandiera: Drappo partito di azzurro e di giallo, con lo stemma della Provincia attraversante; la denominazione dell’Ente, che circonda lo scudo, è scritta nelle due espressioni italiana e friulana in lettere maiuscole. Cravatta con i colori nazionali annodata sotto la freccia dell’asta. D.P.R. del 2 ottobre 2006 |                                  | |
| Stemma precedentemente in uso | Provincia di Varese D’argento inquartato dalla croce diminuita, di rosso: il primo, alla effigie di San Vittore, movente dal braccio orizzontale della croce, il viso e le mani di carnagione, vestito con la tunica di rosso e con la corazza di cuoio al naturale, il capo coperto dall’elmo, dello stesso, il fianco destro sostenente la daga di argento, il Santo tenente con la mano destra l’asta di nero munita del vessillo bifido, di bianco al naturale, caricato dalla crocetta di rosso, con la mano sinistra la palma di verde (per Varese); il secondo, al gallo ardito, di rosso (per Gallarate); il terzo, alla lettera maiuscola B, di rosso, accompagnata in punta dalla fiamma, dello stesso (per Busto Arsizio); il quarto, al castello di rosso, mattonato di nero, merlato alla guelfa, le due torri ognuna di tre, il fastigio di tre, esso castello aperto del campo, finestrato di sei nelle torri, tre e tre, dello stesso, sormontato dal tortello di nero (per Saronno). Ornamenti esteriori da Provincia. D.P.R. del 28 settembre 2007 Stemma precedentemente in uso: Troncato: nel primo di rosso al palo d'argento, addestrato alla figura del martire San Vittore, patrono della città di Varese, nascente dalla partizione e sinistrato da un gallo, ardito, d'argento, membrato, imbeccato, crestato e barbugliato d'oro; nel secondo d'argento pieno. Ornamenti esteriori da Provincia. R.D. del 20 maggio 1928, RR.LL.PP. del 20 settembre 1928 Gonfalone: Drappo di bianco... | Gonfalone precedentemente in uso | |
| | Città metropolitana di Venezia |                                  | |
| | Provincia del Verbano-Cusio-Ossola Troncato: nel primo, di rosso, alla chiave posta in palo, con l'impugnatura a quadrifoglio all'insù e coll'ingegno all'ingiù, d'oro, accompagnata da due monti all'italiana di tre colli, d'argento, sostenuti dalla troncatura, uno a destra, l'altro a sinistra; nel secondo, d'argento, alle tre bande semiondate, con le onde solo all'insù, di azzurro. Ornamenti esteriori da Provincia. Gonfalone: Drappo di azzurro... |                                  | |
| | Provincia di Vercelli D'azzurro al braccio con la mano impugnante una spada, movente della punta e posta in palo, il tutto d'argento, la spada accostata da venti stelle d'oro poste 1-2-3-2-2 a destra e 1-2-3-2-2 a sinistra. Ornamenti esteriori da Provincia. R.D. del 29 gennaio 1940, RR.LL.PP. del 2 ottobre 1940 Stemma precedentemente in uso: D'azzurro, al braccio e mano impugnante una spada accostata da 17 stelle d'oro, poste 1, 2, 3, 2, 1, a destra e 1, 2, 2, 2, 1 a sinistra. Ornamenti esteriori da Provincia. R.D. del 7 febbraio 1929, RR.LL.PP. del 10 giugno 1929 Gonfalone: Drappo di rosso... |                                  | |
| | Provincia di Verona Di rosso alla scala a piuoli d'argento di cinque traverse posta in palo; esso scudo cimato dalla corona propria delle Province, con una lista bianca svolazzante in fascia, sotto la punta dello scudo caricata del motto: «Nec Descendere, Nec Morari» scritto in lettere maiuscole romane di nero. Ornamenti esteriori antichi da Provincia. R.D. del 26 marzo 1871 Gonfalone: Drappo di rosso... |                                  | |
| | Provincia di Vibo Valentia Semitroncato partito: nel primo, d'oro, alla croce a tau di nero; nel secondo, di azzurro alla parte superiore della colonna d'argento, fondata in punta, con capitello dorico, dello stesso; nel terzo, di rosso, al leone d'oro. Ornamenti esteriori da Provincia. D.P.R. del 16 luglio 1996 Gonfalone: Drappo partito di bianco e di azzurro, riccamente ornato di ricami d'oro e caricato dallo stemma sopra descritto con la iscrizione centrata in oro, recante la denominazione della Provincia. Le parti di metallo ed i cordoni sono dorati. L'asta verticale è ricoperta di velluto dei colori del drappo, alternati, con bullette dorate poste a spirale. Nella freccia è rappresentato lo stemma della Provincia e sul gambo, inciso il nome. Cravatta con nastri tricolorati dai colori nazionali frangiati d'oro. D.P.R. del 16 luglio 1996 |                                  | |
| | Provincia di Vicenza Troncato, nel primo interzato in palo; a) d'azzurro al monumento ossario d'argento aperto d'oro posto sopra una campagna di verde sulla quale è scritto in nero a caratteri romani "PASUBIO"; b) di rosso alla croce d'argento; c) al monumento ossario d'argento aperto nel campo e posto sopra una campagna di verde con la scritta in nero a caratteri romani "CIMONE". Nel secondo partito al palo d'oro sulla partizione a) d'azzurro al monumento ossario d'argento aperto sul campo in pianura di verde con la scritta in nero a caratteri romani "ASIAGO"; b) d'azzurro al monumento ossario d'argento aperto d'oro posto sopra una campagna di verde con la scritta in nero a caratteri romani "GRAPPA". Ornamenti esteriori da Provincia. R.D. del 15 aprile e 27 settembre 1938, RR.LL.PP. del 7 settembre 1939. Gonfalone: Drappo di bianco bordato di rosso... R.D. del 15 aprile e 27 settembre 1938, RR.LL.PP. del 7 settembre 1939. |                                  | |
| | Provincia di Viterbo Scudo appuntato d'azzurro, al leone leopardito, sopra campagna erbosa di verde; al capo di rosso, alla croce d'argento accantonata da quattro chiavi poste in palo e coll'ingegno all'insù sostenuto da un fascio d'oro, con la scritta in nero, in carattere medioevale: « Non metuens verbum, leo sum qui signo Viterbum». Ornamenti esteriori da Provincia. R.D. del 21 giugno 1928, RR LL.PP. del 13 dicembre 1928 Gonfalone: Drappo di rosso crociato di bianco... R.D. del 21 giugno 1928, RR LL.PP. del 13 dicembre 1928 |                                  | |

## Divisioni amministrative soppresse
| Stemma                                                                   | Divisione amministrativa e blasonatura | Gonfalone                              | Bandiera                        |
| ------------------------------------------------------------------------ | --- | -------------------------------------- | ------------------------------- |
|                                                                          | Provincia di Aosta Partito: nel primo di nero, al leone d'argento, armato e lampassato di rosso; nel secondo d'argento alla croce di rosso. Lo scudo sarà fregiato dalla speciale corona di Provincia. R.D. del 26 febbraio 1928, RR.LL.PP. del 20 settembre 1928 Gonfalone: drappo di azzurro… R.D. del 19 ottobre 1933 | Gonfalone in uso con la bordura dorata |                                 |
| Stemma nella versione semplificata                                       | Provincia di Bari Inquartato in croce di S. Andrea, d'argento e d'azzurro al pastorale d'oro posto in palo attraversante. Ornamenti esteriori da Provincia. R.D. del 27 agosto 1938 (In realtà secondo la blasonatura ufficiale gli smalti dello scudo andrebbero invertiti ma la provincia utilizza lo stemma così come riportato; disegno che riprende quello dell'antica arma della Terra di Bari) Gonfalone: Drappo di colore bianco, con al centro lo stemma della Provincia, circondato da una bordatura di colore azzurro con ricami in oro di rami di ulivo e tralci d'uva fruttati. Bandiera: Drappo inquartato in croce di Sant’Andrea di bianco e di azzurro... |                                        |                                 |
| Altra versione non ufficiale dello stemma in uso 1933                    | Provincia di Bologna D'azzurro, al leone rampante d'oro che leva un vessillo a tre fasce, di verde, d'argento, con motto «Libertà» e di rosso. Sotto la punta dello scudo la leggenda: «Provincia di Bologna», scritta in oro su lista azzurra, accartocciata, bifida e svolazzante. Corona regolamentare racchiudente due rami uno di alloro uno di quercia. R. D. del 6 luglio 1933 registrato alla Corte dei Conti e trascritto nel Libro araldico degli enti morali al vol. I, pag. 371; RR. LL. PP. del 28 settembre 1933 Gonfalone: Drappo di rosso alla bordatura diminuita di giallo... Bandiera: Drappo di azzurro caricato dello stemma provinciale... |                                        | Altra bandiera in uso           |
|                                                                          | Provincia di Cagliari Partito: nel primo d'argento caricato da una croce di rosso accantonata da quattro teste di moro bendate sugli occhi (di Sardegna); allo scudetto ancile in cuore d'argento all'aquila al naturale coronata d'oro (di Savoia antico), portante in petto altro scudetto di rosso alla croce d'argento (di Savoia moderno); nel secondo, inquartato, nel 1º e nel 4º di rosso alla croce d'argento, nel 2º e nel 3º d'argento al torrione aperto e finestrato sormontato da tre torrette di cui la mediana più alta, uscente da un mare fluttuoso. Ornamenti esteriori da Provincia. R.D. del 17 marzo 1938 e del 9 febbraio 1939, RR.LL.PP. del 4 marzo 1940 Gonfalone: Drappo partito di rosso e di azzurro... R.D. del 17 marzo 1938 e del 9 febbraio 1939, RR.LL.PP. del 4 marzo 1940 |                                        |                                 |
|                                                                          | Provincia di Carbonia-Iglesias Partito; nel 1º d’azzurro alla madre Mediterranea d’oro; nel 2º di Sardegna. D.G.P. n. 39 del 29 novembre 2011 Gonfalone: Drappo di rosso... D.G.P. n. 39 del 29 novembre 2011 |                                        |                                 |
|                                                                          | Provincia di Catania Inquartato; al primo d'azzurro all'elefante d'oro, per Catania; al secondo d'argento alla croce di rosso, per Caltagirone; al terzo di rosso alla croce d'argento, per Nicosia; al quarto d'azzurro al castello torricellato di due pezzi, d'oro; la torre a destra cimata da un pennone di rosso, quella a sinistra da un leoncino nascente pure d'oro, per Acireale. R.D. del 7 luglio 1883 Gonfalone: Misura m. 1,10 per 1,80, è tessuto in pura seta di colore avorio con retro in seta azzurra; è ornato a giro con ricami a mano a rilievo in filamento di orofino; la frangia smerlata, i cordoni e i fiocchi sono in filato, sempre di orofino; in alto un nastro tricolore in seta con nappa e frangia d'oro; l'asta è foderata di velluto azzurro ed è sovrastata dalla lancia in ottone con lo stemma della Provincia. La fascia superiore del gonfalone è di seta azzurra con cinque ricami distanziati che raffigurano la Trinacria. Al centro lo stemma della Provincia, ricamato nei modi e nei colori descritti dal decreto reale. I colori sono: l'azzurro, l'argento e il rosso. |                                        |                                 |
| Stemma dal 1938 al 1948 Stemma dal 1924 al 1938 Stemma anteriore al 1923 | Provincia di Firenze Partito di rosso e d'argento, al giglio fiorentino dell'uno nell'altro. R.D. del 24 marzo e del 25 ottobre 1938, RR.LL.PP. del 7 settembre 1939 Stemma dal 1938 al 1948: Partito di rosso e d'argento, al giglio fiorentino dell'uno nell'altro sormontato dal fascio circondato di quercia e d'alloro. R.D. del 24 marzo e del 25 ottobre 1938, RR.LL.PP. del 7 settembre 1939 Stemma dal 1924 al 1938: Partito semitroncato: al 1º di Firenze: che è d'argento, al giglio fiorentino di rosso; al 2º di Pistoia: che è scaccato di rosso e d'argento; al 3º di S. Miniato: che è di rosso, al leone d'argento, coronato d'oro imboccante una spada d'argento posta in palo, manicata d'oro. RR.LL.PP. di R. Assenso 15 novembre 1924 (assenso per l'uso dello Stemma provinciale, modificato, pel distacco del comune di Rocca San Casciano, per effetto del R.D. 4 marzo 1923) Stemma anteriore al 1923: Interzato con le insegne di Pistoia (scacchiera d'argento e rosso), San Miniato (leone d'argento in campo rosso), Rocca San Casciano (castello con tre torri in campo rosso), e su tutte al centro quella di Firenze con il giglio rosso in campo d'argento. R.D. del 5 giugno 1902, RR.LL.PP. del 9 settembre 1902 Gonfalone: Drappo di seta bianca, rettangolare, scalinato di sette pezzi in fondo, frangiato di rosso, caricato in cuore dello stemma della Provincia, accantonato degli stemmi: della città di Firenze che è d'argento al giglio rosso; della città di Prato che è di rosso a nove gigli d'oro col capo di Francia; della città di Empoli che è di azzurro alla figura della collegiata fondata su pianura di verde; di Fiesole antica che è d'argento al crescente d'azzurro. Il drappo sarà appeso con cordoni rossi ad un'asta coperta di velluto rosso bullettato d'oro, cimata da un giglio di Firenze d'oro. R.D. del 24 marzo e del 25 ottobre 1938, RR.LL.PP. del 7 settembre 1939 Gonfalone (stendardo) dal 1902 al 1938: Drappo di seta bianca, rettangolare, scalinato di sette pezzi, in fondo, frangiato di rosso; caricato, in cuore, dello stemma della Provincia, coronato; accantonato dagli stemmi di Firenze antica, del Popolo fiorentino, di Fiesole e di Fiesole antica. Il drappo, appeso con cordoni rossi, fioccati d'oro, ad un'asta coperta di vellutto rosso, bellettato d'oro, col ferro dorato, a foggia d'alabarda. R.D. del 5 giugno 1902, RR.LL.PP. del 9 settembre 1902 | Gonfalone precedentemente in uso       |                                 |
|                                                                          | Provincia del Carnaro (o Provincia di Fiume) Partito: nel 1º di nero, al fascio littorio d'oro posto in palo; nel 2º di porpora, alle sette stelle d'oro dell'Orsa maggiore. R.D. del 16 febbraio 1928, RR.LL.PP. del 28 settembre 1929 Gonfalone: Drappo di azzurro... Bandiera: Drappo azzurro, all’incirca quadrato, ma allungato da quattro code, caricato dello stemma della provincia |                                        |                                 |
| Stemma precedentemente in uso                                            | Provincia di Genova D'argento, alla croce di rosso, sostenuto da due grifoni al naturale, affrontati, appoggiati su due volute d'oro divergenti in fascia dalla punta dello scudo, con lista d'azzurro svolazzante in fascia sotto la punta stessa e caricata del motto Libertas in lettere maiuscole romane d'oro. R.D. del 6 marzo 1872 Gonfalone: Drappo rettangolare di stoffa color rosso, terminante nella parte inferiore a tre bandoni a forma di vajo irregolare, il centrale più lungo riccamente ornato con ricami d'oro e caricato con un rettangolo di stoffa bianca, con al centro lo stemma della Provincia. R.D. del 31 gennaio 1929, RR.LL.PP. del 12 settembre 1929 |                                        |                                 |
|                                                                          | Provincia di Littoria (odierna provincia di Latina) D’azzurro al Fascio Littorio, d’oro, legato di rosso, colla scure d’argento, uscente da un fastello di spighe di grano, d’oro, nodrito su una palude di nero e d’argento, al Capo del Littorio che è: di rosso (porpora) al Fascio Littorio d’oro circondato da due rami di quercia e di alloro, annosdati da un nastro dei colori nazionali. Ornamenti esteriori da Provincia. R.D. del 3 dicembre 1934, RR.LL.PP. del 26 luglio 1935 Gonfalone: drappo troncato di nero e di azzurro, con nel centro lo stemma della Provincia; a ciascun lato dello stemma sei spighe di grano stilizzate poste in palo e situate 1-2-1-2, e nel centro, sotto la punta dello scudo un’altra spiga. Sopra alla corona di Provincia le parole Provincia di Littoria su tre linee orizzontali. Ai fianchi della spiga inferiore, le lettere, di sopra, A-XIII, di sotto, E.F., il tutto d’oro. Il drappo termina in basso con sette code, le tre nel mezzo più lunghe, con la centrale più lunga. Le code hanno le punte ornate di piastrine d’argento cariche di un ferro di vanga e di un bucranio, alternati. Il drappo ornato in giro da un gallone d’oro. Il gonfalone è sorretto da un'asta orizzontale, d’argento, terminante alle estremità da una testa d’aquila d’oro. L’asta orizzontale è sorretta da due aste verticali d’argento col puntale d’oro. Nella parte superiore le aste sono ornate da quattro corone d’alloro, d’oro, alternate da quattro targhe d’argento e cimate da una quinta targa pure d’argento su cui poggia un’aquila romana d’oro. Sotto la targa inferiore, tre fiocchi d’oro, posti uno sotto l’altro. Le aste sono accompagnate da due cordoni d’oro con il puntale d’argento; le esterne più corte delle interne. R.D. del 3 dicembre 1934, RR.LL.PP. del 26 luglio 1935 Bandiera: drappo partito di nero e di azzurro con nel centro lo stemma. R.D. del 3 dicembre 1934, RR.LL.PP. del 26 luglio 1935 |                                        |                                 |
|                                                                          | Provincia di Messina D'azzurro al leone coronato d'oro, tenente in palo tra le branche anteriori, uno stendardo di rosso, crociato d'oro, ondeggiante a sinistra, astato di nero, l'asta sormontata da una palla d'oro con cordoni fioccanti dello stesso. Motto: Fert·Leo·Vexillum·Messanæ·Cum·Cruce. Lo scudo sarà fregiato della corona di provincia. D.C.G. del 30 marzo 1927 Gonfalone: Un drappo d’azzurro su cui è ricamato lo stemma della Provincia, con il motto sopra lista bifida, svolazzante d’argento. Guarnizioni d’oro: asta dorata con sopra una palla sostenente un fascio littorio posto in fascia, sopra il quale posa un’aquila dal volo spiegato, con la testa rivoltata e con in cuore uno scudo crociato; il tutto d’oro. D.C.G. del 30 marzo 1927 |                                        |                                 |
| Stemma dal 1954 al 1998 Stemma dal 1914 al 1954 Stemma dal 1859 al 1914  | Provincia di Milano D'azzurro, al sole d'oro, non figurato, con otto raggi ondeggianti, alternati da sedici raggi acuti, due a due, esso sole caricato a destra dalla falce di luna, di argento, con i corni riuniti nel punto in corrispondenza della base del raggio ondeggiante posto in sbarra a sinistra: il tutto sotto il capo d'argento, caricato dalla croce di rosso. D.P.R. del 22 aprile 1998 Stemma dal 1954 al 1998: Inquartato: al primo di Abbiategrasso, che è di azzurro al leone d'oro, coronato; al secondo di Legnano che è troncato, sopra di rosso al leone d'argento e sotto d'argento all'albero disseccato di rosso sopra una radura brulla; al terzo di Lodi che è d'oro alla croce di rosso; al quarto di Monza che è di azzurro alla corona di ferro sormontata dalla croce di Teodolinda, al naturale, e sul tutto di Milano che è d'argento alla croce di rosso. D.P.R. del 7 maggio 1954 Stemma dal 1914 al 1954: Inquartato: al primo di Abbiategrasso, che è di azzurro al leone d'oro, coronato; al secondo di Gallarate che è troncato di argento e di rosso, ciascun punto ad un gallo dell'uno nell'altro; al terzo di Lodi che è d'oro alla croce di rosso; al quarto di Monza che è di azzurro alla corona di ferro sormontata dalla croce di Teodolinda, al naturale, e sul tutto di Milano che è d'argento alla croce di rosso. R.D. del 22 ottobre 1914, RR.LL.PP. del 21 gennaio 1915 Stemma dal 1859 al 1914: D'argento alla croce di rosso. Gonfalone: Drappo di giallo... D.P.R. del 22 aprile 1998 Gonfalone precedentemente in uso: R.D. del 3 febbraio 1936, RR.LL.PP. del 2 dicembre 1937) |                                        |                                 |
|                                                                          | Provincia di Napoli Scudo, di forma sannitica e di colore oro, al cavallo rampante. Lo scudo è sormontato da una corona formata da un cerchio d'oro gemmato con le cordature lisce ai margini racchiudente due rami, uno d'alloro e uno di quercia al naturale uscenti dalla corona decussati e ridecussati all'infuori. D.C.G del 14 marzo 1938 Gonfalone: Drappo di giallo, riccamente ornato di ricami d'oro e caricato dallo stemma provinciale con la iscrizione centrata in oro, recante la denominazione della Provincia. Le parti di metallo ed i cordoni saranno dorati. L'asta verticale sarà ricoperta di velluto giallo con bullette dorate poste a spirale. Nella freccia sarà rappresentato lo stemma della Provincia e sul gambo inciso il nome. Cravatta con nastri tricolorati dai colori nazionali frangiati d'oro. D.P.R. del 18 gennaio 2006 Bandiera: Drappo di colore oro antico con lo stemma al centro. D.P.R. del 18 gennaio 2006 |                                        |                                 |
|                                                                          | Provincia di Olbia-Tempio Troncato dalla fascia ondata, diminuita in filetto, d'oro: il PRIMO, partito: il 1º, di argento, al gallo ardito, di nero, allumato, crestato, bargigliato, armato, di rosso; il 2º, di rosso; il SECONDO, partito: il 1º, di azzurro; il 2º, di argento, alla torre di rosso, mattonata di nero, merlata alla guelfa di tre, chiusa di nero, finestrata di due in palo, dello stesso, fondata sul terreno frastagliato, di verde, uscente dai fianchi e fondato in punta. Ornamenti esteriori da Provincia. D.P.R. del 30 ottobre 2008 Gonfalone: Drappo di bianco... D.P.R. del 30 ottobre 2008 |                                        |                                 |
|                                                                          | Provincia di Palermo Inquartato: al 1º di Palermo che è di rosso all'aquila coronata d'oro, col volo abbassato; al 2º di Termini che è di argento alla figura di San Calogero, in veste di eremita, con bastone nella destra, posto in maestà, sostenuto da un monte roccioso, il tutto al naturale; al 3º di Cefalù che è mareggiato di argento e di azzurro con tre pesci cefali ordinati in pergola, abbocanti un pane, il tutto d'oro; al 4º di Corleone che è di azzurro al leon d'oro, tenente con le branche anteriori un cuore di rosso. Lo scudo accollato all'aquila di Palermo, di nero e col volo abbassato. R.D. del 9 agosto 1910 Gonfalone: Drappo amaranto... |                                        |                                 |
|                                                                          | Provincia di Pola D'azzurro alla capra d'oro, unghiata di rosso, posta sopra una roccia di verde con la testa voltata di fronte (capo del Littorio). Ornamenti esteriori da Provincia. R.D. del 24 ottobre 1929, RR.LL.PP. del 7 gennaio 1932, Reg. cc. 8 novembre 1929. |                                        |                                 |
|                                                                          | Provincia di Reggio Calabria Partito: nel primo, d'oro a quattro pali di rosso; nel secondo, d'argento a due crocette di nero poste in palo. Ornamenti esteriori da Provincia. D.C.G del 1º aprile 1938 (immagine non conforme alle regole araldiche dello stato italiano) |                                        |                                 |
|                                                                          | Provincia di Roma Partito di rosso e di azzurro, all'aquila di argento, coronata, col volo abbassato. R.D. del 26 gennaio 1899, RR.LL.PP. 28 maggio 1899 Gonfalone: Drappo partito di azzurro e di rosso caricato dello stemma provinciale... Bandiera: Drappo partito di azzurro e di rosso caricato dello stemma provinciale... |                                        |                                 |
|                                                                          | Provincia di Sassari Inquartato: al 1º ed al 4º di azzurro alla croce d'argento; al 2º e al 3º di rosso porpora alla torre d'oro aperta e finestrata dello stesso. Ornamenti esteriori da Provincia. R.D. del 24 marzo 1940 Gonfalone: Drappo troncato di rosso e di azzurro... |                                        |                                 |
|                                                                          | Provincia di Torino Di rosso alla croce d'argento, caricata in campo di un labello di tre pendenti d'azzurro. D.C.G. del 20 maggio 1930 Gonfalone: Drappo di azzurro... Bandiera: Drappo di bianco, alla bordura di azzurro, caricato dello stemma provinciale... |                                        |                                 |
| Stemma precedentemente in uso                                            | Provincia di Venezia D'azzurro, al leone d'oro, alato e nimbato dello stesso, con la testa posta di fronte, accovacciato, tenente con le zampe anteriori avanti al petto il libro d'argento, scritto delle parole in lettere maiuscole romane di nero, PAX TIBI MARCE nella prima facciata, in quattro righe, ed EVANGELISTA MEUS nella seconda facciata, similmente in quattro righe. Ornamenti esteriori da Provincia. D.P.R. del 15 aprile 1996 Stemma precedentemente in uso: D'azzurro, al leone d'oro, alato e diademato dello stesso, posto in maestà, accovacciato, tenente con le zampe anteriori avanti al petto un libro d'argento scritto delle parole a lettere maiuscole romane di nero PAX TIBI MARCE, in tre linee sulla pagina verso, ed EVANGELISTA MEUS in altrettante linee sulla pagine recto, lo scudo cimato dalla corona propria della Province. R.D. del 26 aprile 1875 e RR.LL.PP. del 15 giugno 1875 Gonfalone: Drappo di bianco, riccamente ornato di ricami d'oro e caricato dallo stemma sopra descritto con la iscrizione centrata in oro, recante la denominazione della Provincia. Le parti di metallo ed i cordoni saranno dorati. L'asta verticale sarà ricoperta di velluto bianco, con bullette dorate poste a spirale. Nella freccia sarà rappresentato lo stemma della Provincia e sul gambo inciso il nome. Cravatta con nastri ricolorati dai colori nazionali frangiati d'oro. D.P.R. del 15 aprile 1996 Bandiera: Drappo di bianco, con altezza pari alla metà della lunghezza, in essa lunghezza comprese sei strisce orizzontali rettangolari, con lunghezza pari a circa un terzo della lunghezza complessiva, il drappo caricato nella parte priva di strisce dalla stemma concesso con D.P.R.15 aprile 1996. riccamente ornato di ricami d'oro e caricato dallo stemma sopra descritto con la iscrizione centrata in oro, recante la denominazione della Provincia. L'asta verticale sarà ricoperta di velluto bianco, con bullette dorate poste a spirale. Nella freccia sarà rappresentato lo stemma della Provincia e sul gambo inciso il nome. Cravatta con nastri tricolorati dai colori nazionali frangiati d'oro. D.P.R. dell'11 gennaio 2002 |                                        | Bandiera precedentemente in uso |
|                                                                          | Provincia di Zara D'azzurro a tre teste di leopardo d'oro, linguate di rosso, poste in maestà 2–1, e coronate all'antica d'oro. R.D. del 12 febbraio 1931, RR.LL.PP. del 15 gennaio 1932 (lo stemma è direttamente derivato da quello della regione storica della Dalmazia) Gonfalone: Della forma prescritta, consistente in un drappo di colore azzurro, riccamente ornato di ricami d'oro e caricato dallo stemma sopra descritto con la iscrizione centrata in oro: "PROVINCIA DI ZARA". Le parti di metallo ed i cordoni saranno dorati. L'asta verticale sarà ricoperta di velluto azzurro, con bullette dorate poste a spirale. Nella freccia sarà rappresentato lo stemma della Provincia e sul gambo inciso il nome. Cravatta con nastri ricolorati dai colori nazionali frangiati d'oro. Forma e dimensioni regolamentari. R.D. del 12 febbraio 1931, RR.LL.PP. del 15 gennaio 1932 |                                        |                                 |